# Bretagne

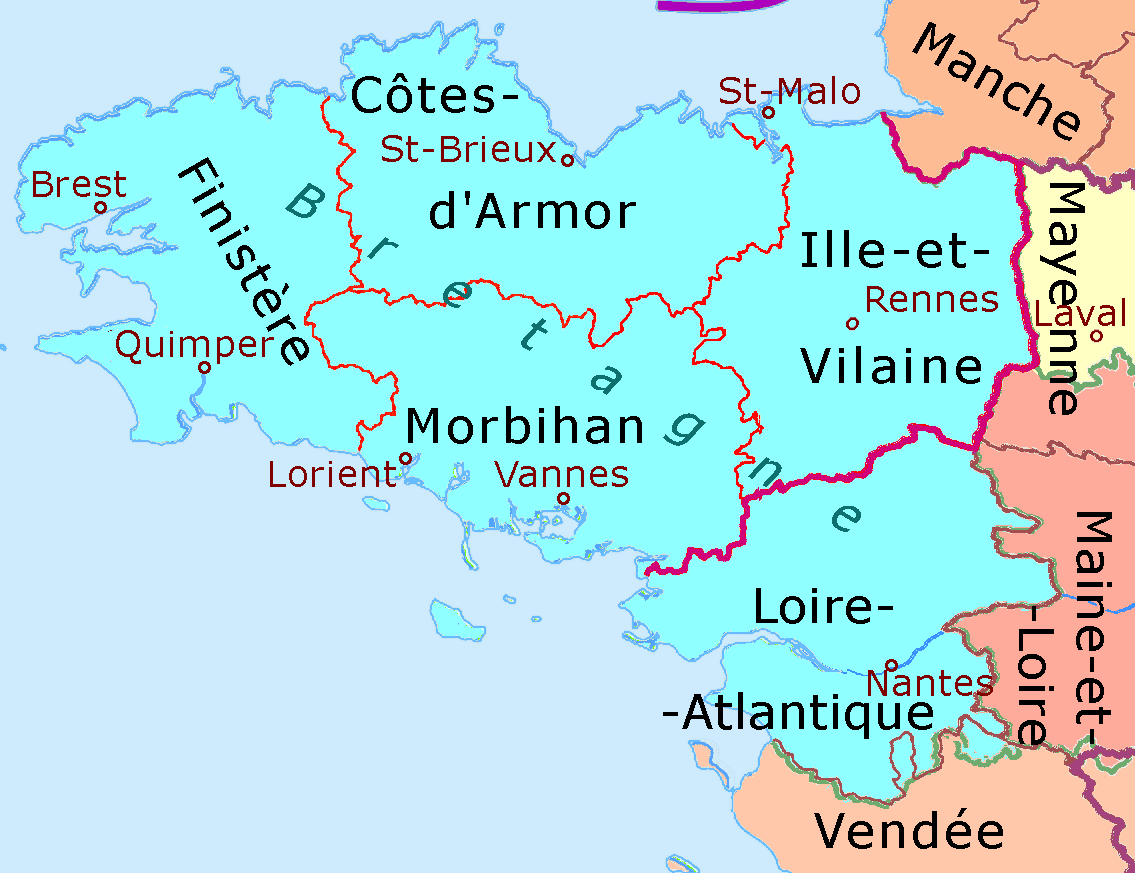
Die Region Bretagne und angrenzende Départements vor dem Hintergrund der gleichnamigen Provinz des Ancien Régime (Provinzname kursiv)

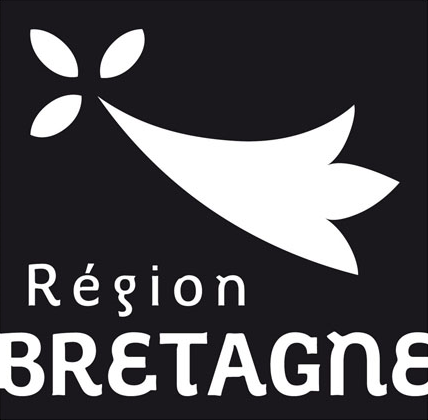
Logo der Region Bretagne

Die Bretagne (französisch [bʀəˈtaɲ(ə)], bretonisch Breizh, je nach Gegend [brɛɪ̯s] oder [brɛɪ̯h] ausgesprochen, deutsch veraltet auch Kleinbritannien) ist eine westfranzösische Region. Sie besteht heute aus den Départements Côtes-d’Armor (bretonisch Aodoù-an-Arvor), Finistère (bretonisch Penn-ar-Bed), Ille-et-Vilaine (bretonisch Il-ha-Gwilen) und Morbihan (bretonisch Mor-bihan). Die Region hat eine Fläche von 27.208 km² und 3.422.845 Einwohner (Stand 1. Januar 2022). Hauptstadt der Region ist Rennes (bretonisch Roazhon).
Das Département Loire-Atlantique (bretonisch Liger-Atlantel), das zum historischen Herzogtum Bretagne gehörte, wurde bei Schaffung der Regionen der Französischen Republik in den 1960er Jahren mitsamt der alten bretonischen Hauptstadt Nantes (bretonisch Naoned) von der Bretagne abgespalten.
Die Bretagne ist die größte Halbinsel Frankreichs und der westlichste Ausläufer des europäischen Festlands nördlich der Iberischen Halbinsel. Die Gallier nannten dieses Land Aremorica (bretonisch Arvorig), was so viel bedeutet wie „Land am Meer“. Die Einwohner der Bretagne heißen Bretonen.

## Geografie

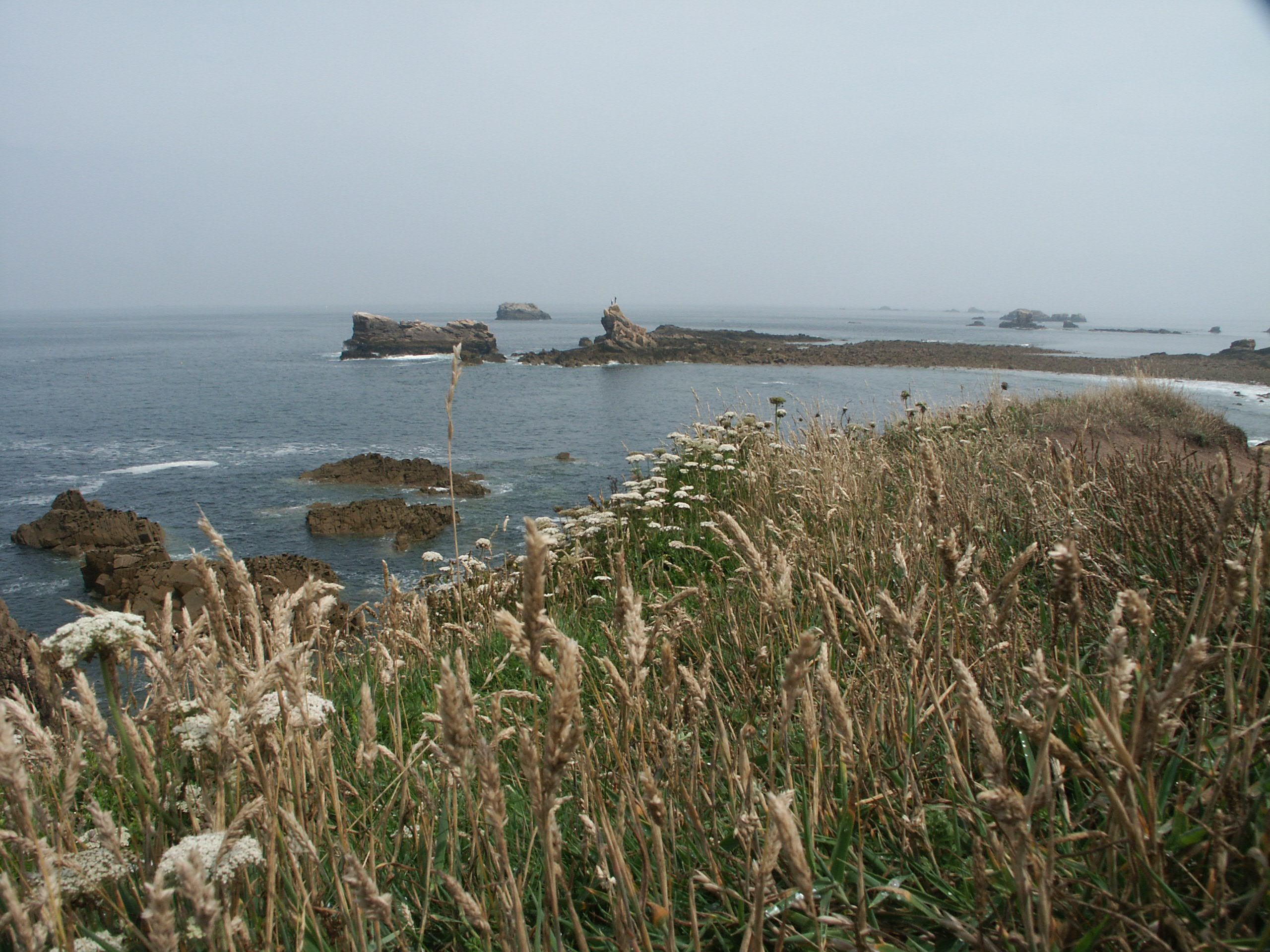
Typische bretonische Küstenlandschaft

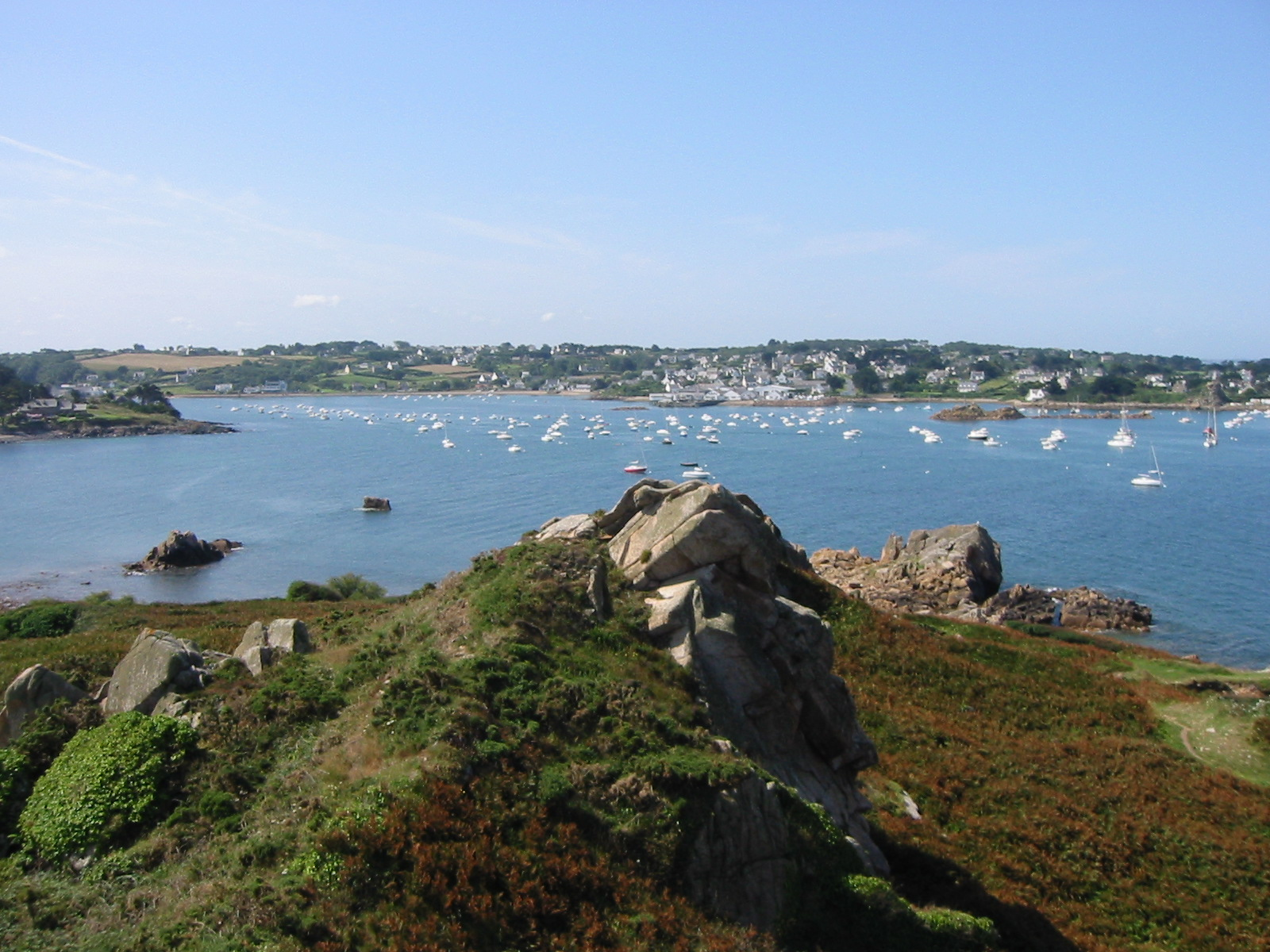
Hafen von Le Diben, Plougasnou (Bretagne)

### Lage
Armor ist die bretonische Bezeichnung für Meer, doch damit ist nicht allein die Küste gemeint, sondern auch die Inseln, die amphibische Zone des Watts und der breite Küstenstreifen. Als Argoat wird das Waldland (Hinterland) bezeichnet.
Die Bretagne ist eine große Halbinsel im äußersten Westen des französischen Festlands. Im Norden, Westen und Süden ist sie vom Atlantik (bretonisch Meurvor Atlantel) umgeben. Die Bretagne trennt hier den Ärmelkanal (bretonisch Mor Breizh) im Norden von der Biskaya im Süden. Auf dem Festland grenzt sie im Nordosten an die Region Normandie und im Südosten an die Region Pays de la Loire.
In der Nähe der Bretagne liegt bei den Koordinaten 47° 13′ N, 1° 32′ W nahe der Stadt Nantes das Zentrum der Landhemisphäre, also jener Halbkugel (Hemisphäre) des Erdglobus, die (rechnerisch ermittelt) den größten Festlandanteil aufweist.

### Geologie
Geologisch ist die Bretagne ein Teil des armorikanischen Gebirges, das im Karbon aufgefaltet wurde. Die Landmasse der Bretagne ruht in weiten Teilen auf sehr altem und hartem Gestein. Die Bretagne besitzt eine sehr zerklüftete Küstenlinie, die – besonders im Westen – über weite Strecken als Steilküste ausgebildet ist. Am Cap Fréhel, nahe der alten Festung Fort La Latte, ragen die Granitklippen über 70 Meter aus dem Atlantik heraus. Andernorts stellt sich die Landschaft eher als hügelig dar; besonders steile oder hohe Berge sucht man vergebens. Die höchste Erhebung ist der Roc’h Ruz (385 Meter) im Höhenzug der Monts d’Arrée (bretonisch Menez Are).

### Klima

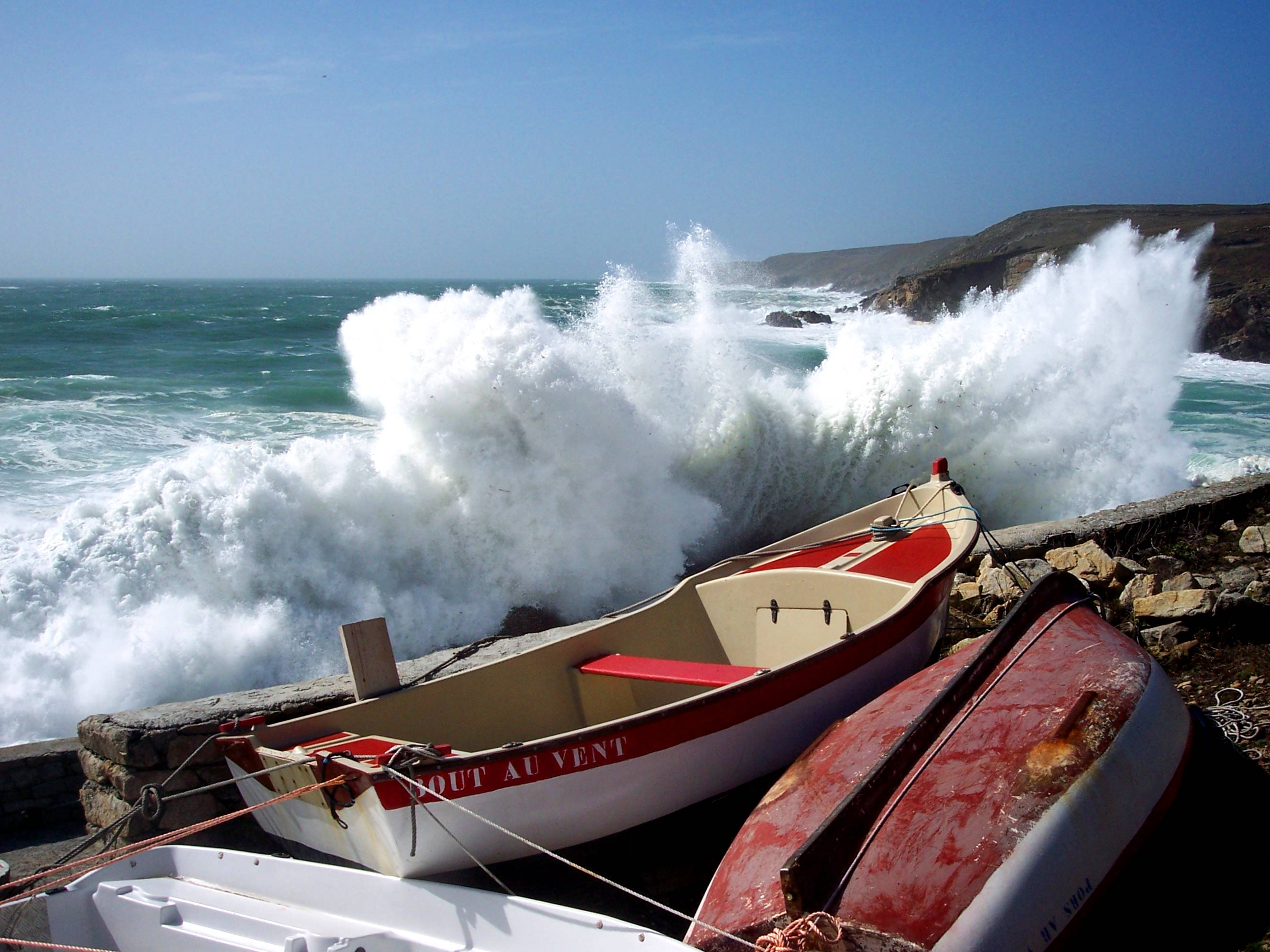
Stürmisches Meer in Pors-Loubous (Plogoff, Finistère)

Entsprechend ihrer atlantiknahen Lage am Westrand des europäischen Festlandes und im Einflussbereich des Golfstroms hat die Bretagne ein ausgesprochen ozeanisches Klima mit relativ milden Temperaturen, die im Jahresmittel zwischen 9 und 12 °C liegen. Schnee und Frost treten nur selten auf, die Sommer sind mäßig warm mit jährlich bis zu 2000 Sonnenscheinstunden.
Den Wetterverlauf prägt ein rascher Wechsel von Hoch- und Tiefdruckgebieten, die vom Atlantik heranziehen. Die vorherrschenden Westwinde erreichen vor allem im Winter nicht selten Sturmstärke. Regenschauer und starke Winde können sehr kurzfristig auftreten, sind jedoch meist nur von kurzer Dauer. Mit durchschnittlich zwischen 700 und 800 mm pro Jahr sind die Niederschlagsmengen relativ gering; während die Regenfälle in den Küstengebieten geringer ausfallen, ist das Landesinnere feuchter.
Deutlich spürbar ist der Einfluss der starken Gezeiten auf den Wetterverlauf, aber auch den Jodgehalt der Luft, der in der Bretagne sehr hohe Werte erreicht. Die starken Winde bedingen zudem einen geringen Schadstoffgehalt der Luft.

### Natur

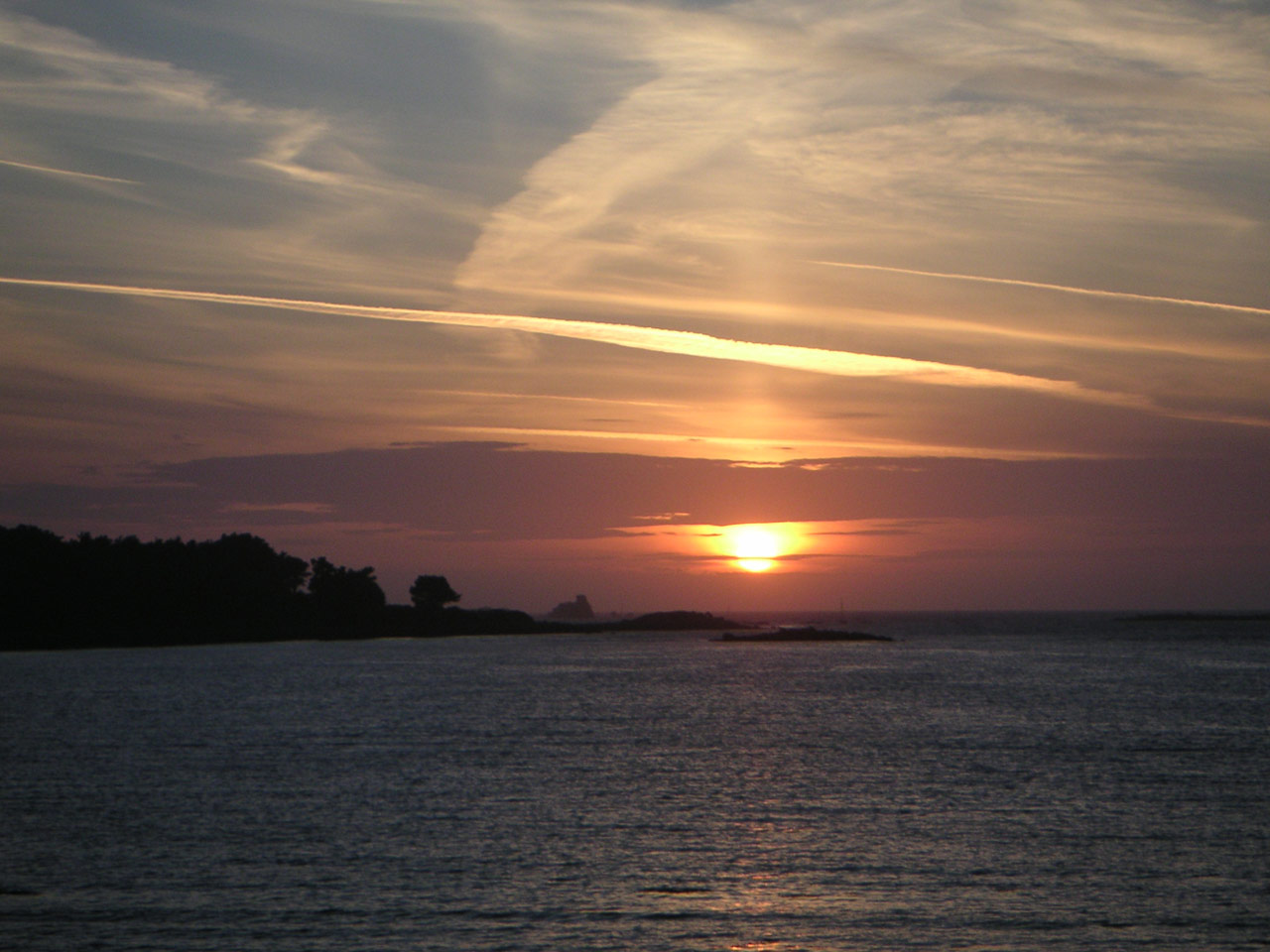
Sonnenuntergang bei Pleumeur-Bodou

In der Jungsteinzeit war die Bretagne überwiegend von Wald bedeckt, dieser existierte aber schon in der Antike nicht mehr und war in viele einzelne Wälder zerstückelt. Es gibt zahlreiche größere Überreste dieses riesigen Waldgebiets, z. B. die drei größten Wälder von Paimpont westlich von Rennes, von Le Gâvre bei Nantes oder der Wald von Lanouée im Norden des Morbihan. Manchen Wäldern wird eine legendäre bzw. mythische Rolle zugesprochen, so dem Wald von Paimpont, der von romantisierenden Celtomanen des 19. Jahrhunderts mit der Brocéliande der Artus-Sagen identifiziert wurde, oder dem Wald von Scissy in der Bucht des Mont-Saint-Michel, der durch eine Sturmflut Anfang des 8. Jahrhunderts untergegangen sein soll.
Das ursprüngliche Landschaftsbild im Innern ist seit den mittelalterlichen Rodungen stark verändert worden. Es ist inzwischen weitgehend einer industrialisierten Landwirtschaft gewichen. So finden sich im Inneren der Bretagne nur noch wenige größere Buchen- und Eichenwälder. Die Landschaft wird heute von Äckern und Grünland beherrscht, welches durch die unzähligen Hecken (bocage) und Steinmauern schachbrettartig aufgeteilt wird.

### Städte
Die bevölkerungsreichsten Städte der Bretagne sind:
| Stadt        | Einwohner (Jahr) | Département     |
| ------------ | ---------------- | --------------- |
| Rennes       | 227.830 (2022)   | Ille-et-Vilaine |
| Brest        | 140.993 (2022)   | Finistère       |
| Quimper      | 64.530 (2022)    | Finistère       |
| Lorient      | 58.202 (2022)    | Morbihan        |
| Vannes       | 54.955 (2022)    | Morbihan        |
| Saint-Malo   | 47.255 (2022)    | Ille-et-Vilaine |
| Saint-Brieuc | 44.607 (2022)    | Côtes-d’Armor   |
| Lanester     | 23.188 (2022)    | Morbihan        |
| Fougères     | 20.602 (2022)    | Ille-et-Vilaine |
| Lannion      | 20.525 (2022)    | Côtes-d’Armor   |

## Wappen und Flagge
| Wappen der Bretagne | Blasonierung: „In Weiß sechs Reihen eingestreute schwarze Hermelin.“    |
| Wappen der Bretagne | Wappenbegründung: Das Wappen (semé d’hermine) wird seit 1316 verwendet. |

Hermelinflagge
Kroaz du
Heutige Regionalflagge („Gwenn ha du“)

Die historische Flagge der Bretagne war die Hermelinflagge. Seit Beginn des 20. Jahrhunderts wird hauptsächlich die „Gwenn ha du“ verwendet.

## Ursprung des Namens „Bretagne“
Zur Zeit der Römer gehörte die Halbinsel zwischen der Region um Condate/Civitas Redonensis, dem aktuellen Rennes, im Osten und dem Ozean im Westen zu einer geografisch nur vage definierten Küstenregion im Westen Galliens, die als Aremorica bezeichnet wurde.
Während einer relativ kurzen Periode im 4. Jahrhundert taucht der Name Letavia als Bezeichnung für die Halbinsel auf. Der Ursprung dieses Namens ist unklar. Manche meinen, er wäre von der Bezeichnung für die hier installierten Bauernsoldaten der römischen Armee, laeti, abgeleitet. Der Name könnte aber auch von einem ähnlich klingenden Wort aus einer keltischen Sprache der Britischen Insel stammen, mit dem Sinn „weites Land, Kontinent“. In der modernen bretonischen Sprache bedeutet ledan „weit“, in der aktuellen walisischen Sprache bezeichnet Llydaw die Bretagne. Zu dieser Zeit bezeichneten die Römer mit Britannia die britische Insel.
In den Schriften Gregors von Tours und Prokopios’ von Caesarea der zweiten Hälfte des 6. Jahrhunderts taucht der Name Britannia für die von den Britonnes, d. h. von aus der britischen Insel eingewanderten bretonischen Einwanderern, beherrschten Teile der Halbinsel auf. Am Ende des 9. Jahrhunderts spricht man dann von der Britannia minor, der kleinen Bretagne, im Gegensatz zur „großen“, heute Großbritannien.

## Geschichte

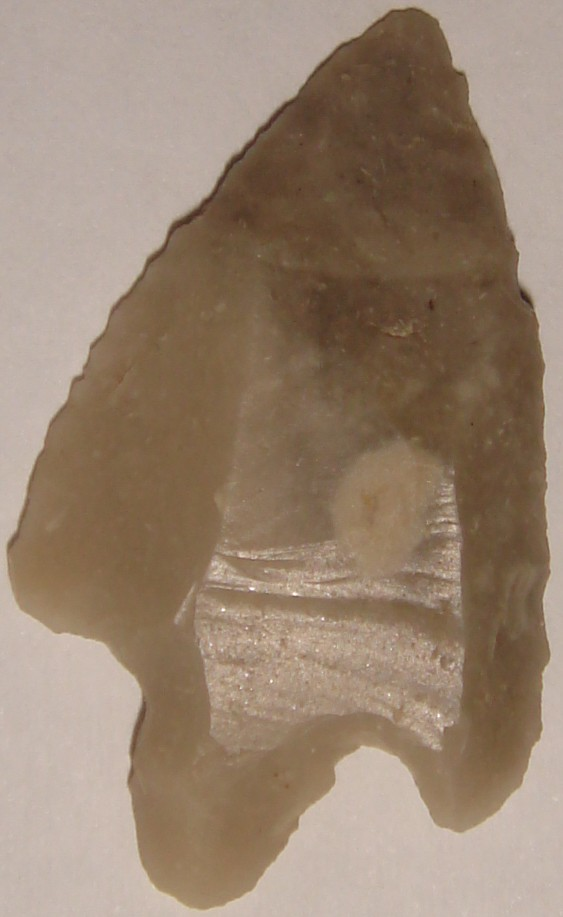
Steinzeitliche Pfeilspitze aus der Bretagne

Die Bretagne war bereits in der Altsteinzeit besiedelt, wie vereinzelte Werkzeugfunde aus der Acheuléen-Kultur belegen. Aus der Mittelsteinzeit sind nur wenige Spuren menschlicher Besiedelung, nämlich vor allem Schaber der Moustérien-Industrie, bekannt, während Felsmalereien und behauene Feuersteine fehlen. Während die Menschen bis dahin von Jagd, Fischfang und Sammeln gelebt hatten, wurden sie ab 5000 v. Chr. sesshaft und betrieben in der Jungsteinzeit Viehhaltung und Ackerbau. In dieser Zeit entstanden auch die Megalithanlagen. Die meisten (Dolmen, Tumuli und Menhire) wurden zwischen 4500 und 2000 v. Chr. errichtet beziehungsweise genutzt.
Aus der anschließenden Frühbronzezeit (beginnend zwischen 2000 und 1800 v. Chr.) belegen reiche Grabfunde (Dolchgräber der Serie I und II) Kontakte mit England (Wessex-Kultur), Dänemark und Süddeutschland (Singener Gruppe). In der Bronzezeit war die Bretagne wegen ihrer Metallvorkommen ein wichtiger Handelsplatz, was man aus zahlreichen weiteren umfangreichen Hortfunden schließen kann. Die bretonischen Bronzeäxte mit geraden Schäften (1200 bis 1000 v. Chr.) waren in ganz Nordeuropa verbreitet.
Die in der Bretagne vergleichsweise spät, nämlich ab dem 6. Jahrhundert v. Chr. beginnende Eisenzeit war geprägt von der Einwanderung der Kelten, die das Land Aremorica oder Armorica („Land am Meer“) nannten. Sie verdrängten nicht die gesamte bereits ansässige Bevölkerung, beendeten jedoch die Bronzekultur auf der Halbinsel vollständig. Während Eisenfunde aus dieser Epoche eher selten sind, zeugen Keramikfunde von einer vielfältigen Töpfereikultur. Befestigte Siedlungen (Oppida) befanden sich auf Landzungen, Hügeln sowie in umfriedeten Wehranlagen. Im 2. Jahrhundert v. Chr. lebten auf der bretonischen Halbinsel fünf keltische Stämme: die Veneter im Süden, die Osismier im Nordwesten, die Redonen im Osten, die Curiosoliten im Norden, die Namneten im Südosten. Sie bildeten keine Einheit, sondern lebten in Konkurrenz zueinander. Am mächtigsten waren die Veneter, die im 1. Jahrhundert v. Chr. alle anderen Stämme beherrschten. Sie standen an der Spitze des Bundes aller Stämme dieser Region, die den Römern ab 58 v. Chr. Widerstand leisteten.
Im Jahr 56 v. Chr. besiegte Gaius Iulius Caesar mit seinen Legionen nahezu die gesamte venetische Flotte in einer verheerenden Seeschlacht und beendete damit die wirtschaftliche Blüte dieses Stammes ebenso wie die gallische Vorherrschaft in der Schifffahrt. Die Romanisierung der Bretagne begann unmittelbar nach der Eroberung und bestand neben dem Siegeszug römischer Administration, Architektur und Straßenführung in erster Linie in der Gründung römischer Städte wie Portus Namnetus (Nantes), Condate (Rennes), Darioritum (Vannes), Vorgium (Carhaix-Plouguer) und Fanum Martis (bzw. Civitas Coriosolitum, heute Corseul). Beendet war sie jedoch erst gegen Ende der Spätantike. Zu diesem Zeitpunkt war die keltische Sprache Galliens, das Gallische, vermutlich fast vollständig verschwunden.

### Bretonische Einwanderung
Schon zur Zeit der römischen Kolonisation hatten intensive Kontakte zwischen der aremoricanischen Halbinsel und Großbritannien bestanden. Im späten 4. Jahrhundert gehörten die befestigten Städte und Kastelle an der Küste zum Limes der sogenannten Sachsenküste, dessen Besatzungen unter dem Befehl eines Dux tractus Armoricani et Nervicani standen. Nach Abzug der römischen Armee zu Anfang des 5. Jahrhunderts unter Kaiser Honorius vertrieben die Provinzialen um 409 die römischen Verwaltungsbeamten und erklärten sich für unabhängig. Germanus von Auxerre reiste 437 an den kaiserlichen Hof in Ravenna, um Nachsicht für die Bewohner von Aremorica zu erlangen. Der einflussreiche römische Heermeister Flavius Aëtius hatte alanische Truppen zu einer Strafexpedition gegen die dortigen Bagauden entsandt, die sich unter Führung eines gewissen Tibatto erhoben hatten. Die aremoricanischen Stammesführer und Städte schlossen sich in weiterer Folge gegen angelsächsische Plünderer zu einem Schutzbund zusammen, der bis zur Eroberung des Landes durch den Frankenkönig Chlodwig I. um 500 bestand.
In der Zeit des Niedergangs des Weströmischen Reiches, ab etwa 450 n. Chr., wanderten christianisierte Kelten aus Britannien (Britonen) auf die bretonische Halbinsel ein, während sich die Siedlungsgebiete der noch heidnischen Sachsen, Angeln und Jüten auf der britischen Insel ausweiteten. Die einwandernden „Inselkelten“ besiedelten und christianisierten Aremorica und brachten ihre Sprache in diesen Teil des bereits romanisierten Galliens. Das Bretonische geht demnach nicht auf die etwa zu Caesars Zeit in der Bretagne gesprochene keltische Sprache zurück. Im Zuge des Wiederauflebens der Kultur durch die britische Einwanderung wurde der Einfluss der Galloromanen zurückgedrängt, bis sie ihre Vorherrschaft um 580 einbüßten. Einzelne Autoren nehmen an, dass Reste der alten festlandkeltischen Sprache der Bretagne überlebt hatten und nach Ankunft der Briten mit deren Keltisch verschmolzen. So geht nach François Falc’hun der bretonische Dialekt der Gegend von Vannes auf die ursprüngliche keltische Sprache Aremoricas zurück.

### Königreich, Karolinger, Herzogtum Bretagne

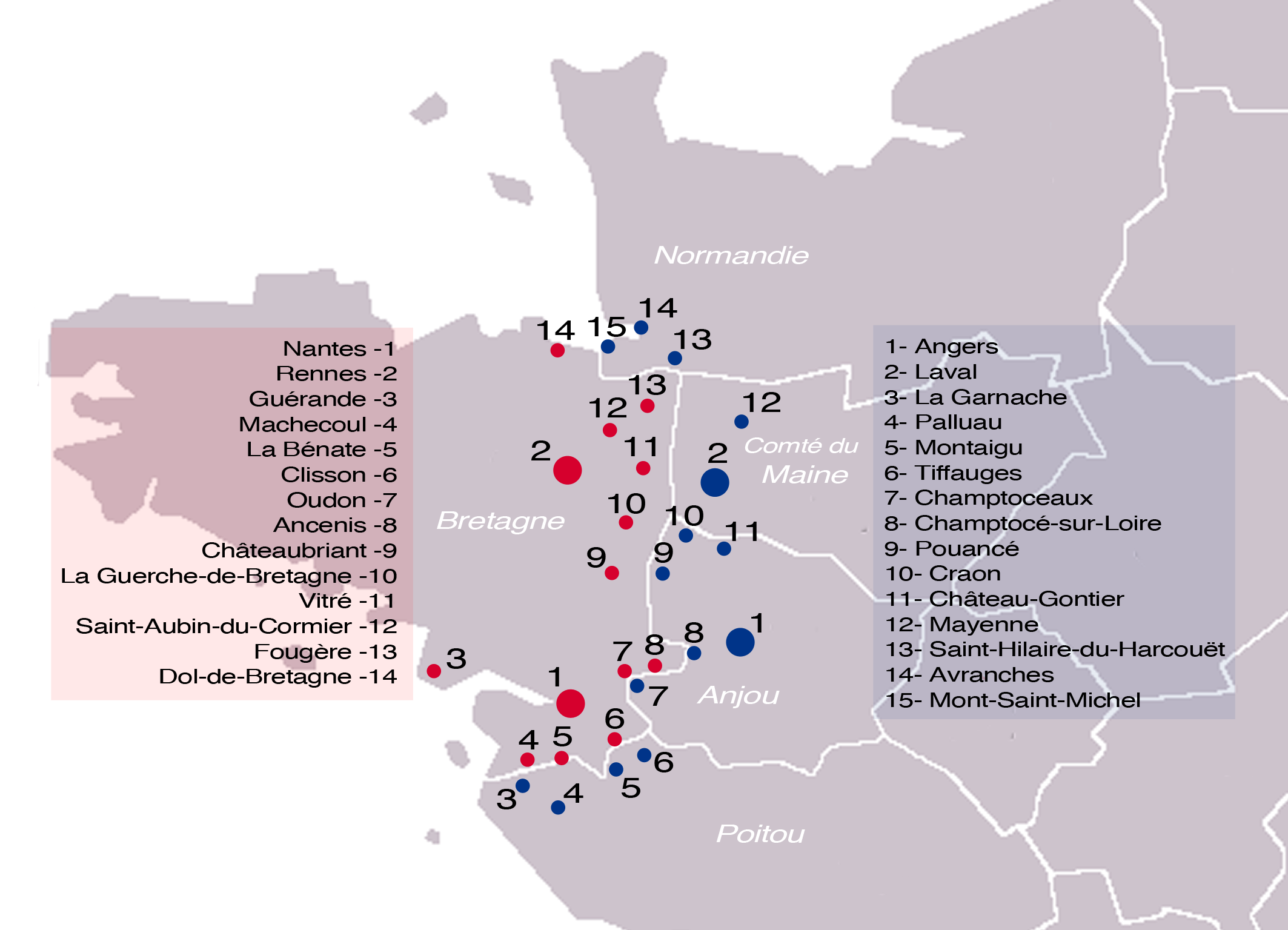
Festungen und Garnisonsstädte in der Bretonischen Mark

Ungefähre Grenzen des Königreichs Bretagne 845–867

Im Jahr 497 unterwarfen sich die Bretonen dem fränkischen König Chlodwig I., doch die Oberhoheit der Merowinger blieb lockerer Natur, ehe sie nach der ersten Fränkischen Reichsteilung bzw. dem Tod von Chlodwigs Sohn Childebert I. abgeworfen wurde. Um 600 gründeten die Bretonen nach internen Kämpfen ein Königreich, das 200 Jahre Bestand hatte und 799 von Karl dem Großen zerschlagen wurde.
Karl machte 786 die östliche Bretagne zur Bretonischen Mark und damit zum Teil des Frankenreiches; erster Markgraf wurde Hruotland. Nach der Reichsteilung im Jahr 843 besiegte der bretonische Graf Nominoë den westfränkischen König Karl den Kahlen 845 in der Schlacht von Ballon und eroberte 850 Nantes. Zum Kerngebiet der historischen Bretagne zählt neben dem Gebiet der obengenannten vier Départements seit 851 auch das heutige Département Loire-Atlantique (bretonisch Liger-Atlantel).
Nach Nominoës Tod (851) kam es zu Streitigkeiten zwischen einzelnen Territorien. Zwar verbündete sich Nominoës Neffe Salomon mit den normannischen Wikingern und erhielt vom westfränkischen König Karl II. 867 den Königstitel sowie die Herrschaft über die Halbinsel Cotentin, um ihn zur Hilfe bei der Abwehr der Normannen zu bewegen. Doch 886 und 919 überrannten die Loire-Normannen Nantes und vertrieben die bretonischen Herrscher; spätestens 930 fiel der Cotentin, in dem sich die Seine-Normannen festsetzten, an die Normandie. 937 kehrte der Exilant Alain Schiefbart († 952) mit der Unterstützung des angelsächsischen Königs Æthelstan in die Bretagne zurück, vertrieb die Normannen aus Nantes und nahm den Herzogstitel (Dux) an. Er gilt als Begründer des hochmittelalterlichen Herzogtums Bretagne, das in seinem Umfang weitestgehend der heutigen französischen Region entsprach.
Von 952 bis 980 musste die Bretagne selbst die Oberhoheit der normannischen Herzöge anerkennen. So endete die Einheit des Landes, es folgte die Bildung kleinerer bretonischer Herzogtümer, zwischen denen es zu zahlreichen Territorialstreitigkeiten kam. Demgegenüber stabilisierte sich das Westfränkische Reich als Königreich Frankreich, und in der Normandie entstand das immer wieder in die Bretagne ausgreifende Herzogtum Normandie. Dennoch bewahrte die Bretagne in kriegerischen Auseinandersetzungen mit Normannen, Franzosen und Engländern noch bis ins 15. Jahrhundert ihre Selbständigkeit.

### Französische Feudalzeit

Provinzen Frankreichs (1477)

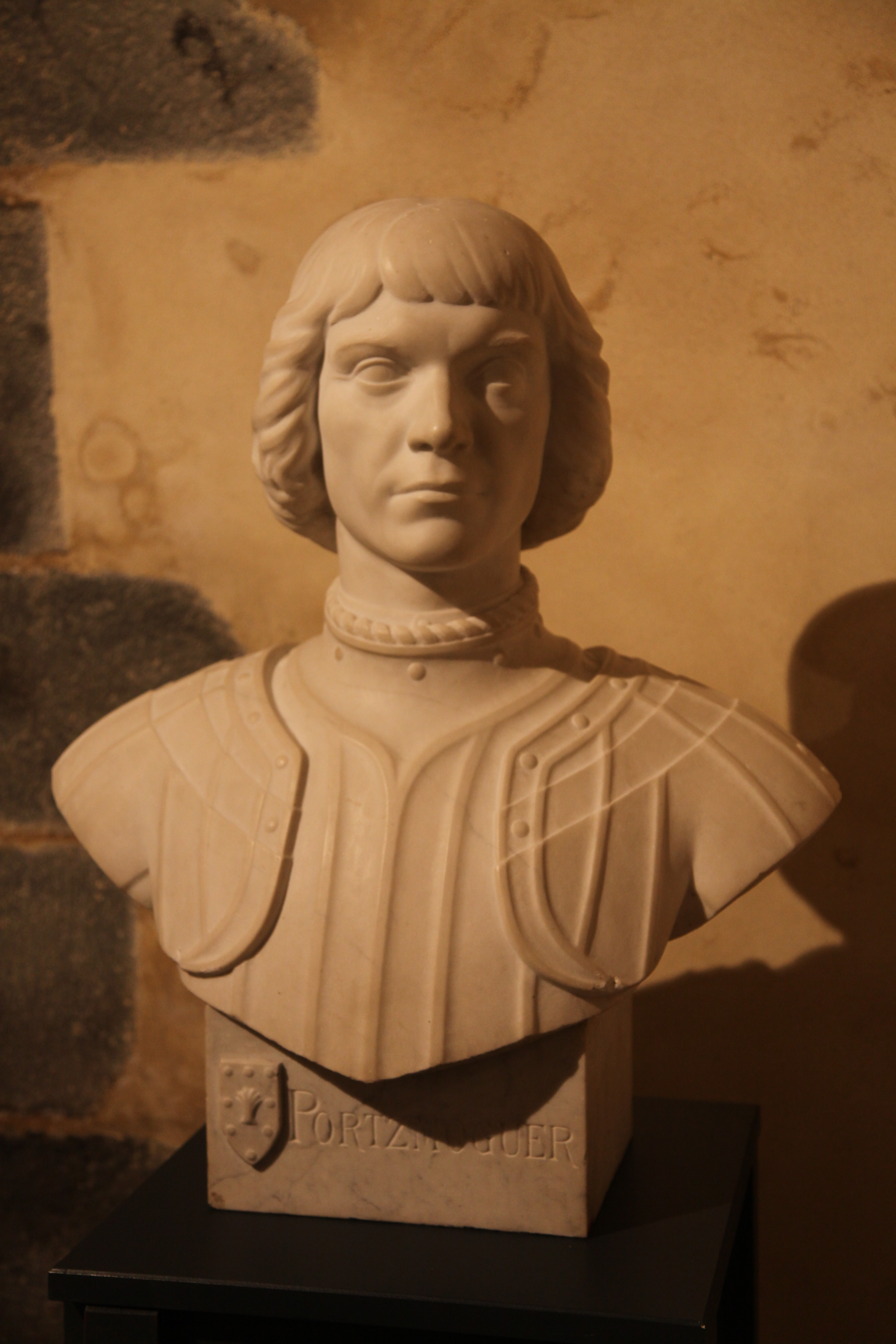
Der bretonische Adelige Primauguet kämpfte und fiel für Frankreich in der Seeschlacht von Saint Mathieu (1512)

Schließlich konnten die Herzogtümer den Bedrohungen ihrer Nachbarn nicht standhalten und riefen Frankreich und England um Hilfe an, die in den folgenden Jahren eigene Herrschaftsansprüche auf die Bretagne geltend machten. Die Herrscherdynastien der Bretagne wechselten durch weibliche Erbfolge mehrfach, jedoch handelte es sich immer um direkte Nachfahren von Nominoë, der 831 von Kaiser Ludwig dem Frommen als Fürst der Bretonen eingesetzt worden war. Die Bretagne war damit historisch unabhängig von Frankreich, auch wenn 1213 eine Nebenlinie der Kapetinger, das Haus Frankreich-Dreux, diesen Thronanspruch durch Heirat erworben hatte. Es bestand keine Lehensabhängigkeit von der französischen Krone und daher kämpften die Herzöge im Hundertjährigen Krieg öfters auf der Seite Englands gegen Frankreich, um ihre Unabhängigkeit zu bewahren. Als Herzog Johann III. 1341 ohne direkte Nachkommen starb, brach der bretonische Erbfolgekrieg aus, der zunächst mit französischer Hilfe Johanna von Dreux und ihren Mann Karl von Blois an die Macht brachte, doch 1364 landete der übergangene Halbbruder des verstorbenen Herzogs, Johann V., mit englischer Unterstützung an der Küste und siegte in der Schlacht von Auray. Es folgte eine kulturelle und ökonomische Blütezeit, bis Herzog Franz II. 1488 in der Schlacht bei Saint-Aubin-du-Cormier den Franzosen unterlag. Die mächtigsten Adelsgeschlechter der Bretagne waren die Montfort-Laval, Rohan und Clisson.
Anne de Bretagne (1477–1514), die Tochter Franz II., war die letzte unabhängige Herrscherin der Bretagne (und dabei die sechste Frau in dieser Stellung), aus dem Haus Frankreich-Dreux. Sie heiratete nacheinander zwei französische Könige: Karl VIII. im Jahr 1491 und dessen Onkel dritten Grades und Thronfolger Ludwig XII. 1499. Um die Thronfolge zu sichern, gebar Anne bereits in frühen Jahren ihre ersten Kinder (von insgesamt elf), von denen jedoch nur drei älter als drei Jahre wurden. Ihre Tochter, Claude de France, heiratete Franz I. Dieser proklamierte auf einer Ständeversammlung in der südbretonischen Stadt Vannes 1532 die Angliederung der Bretagne an das Königreich Frankreich. Noch 400 Jahre später fühlten sich bretonische Nationalisten als von Frankreich „besetzt“, was sich zum Beispiel in der Sprengung des Vereinigungsdenkmals in Rennes (bretonisch Roazhon) im Jahr 1932 manifestierte, die Célestin Lainé zugeschrieben wird.

### Neuzeit

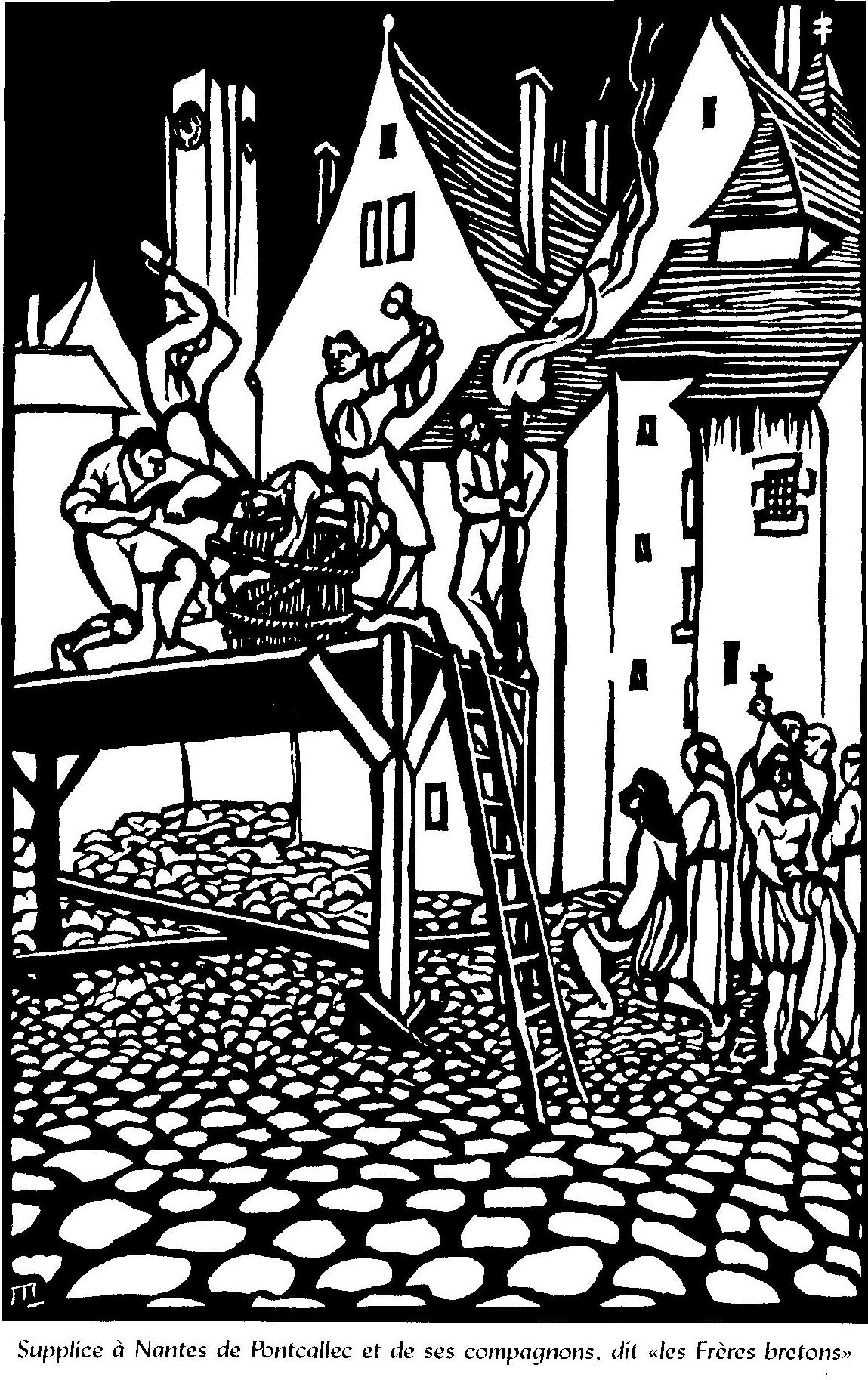
Als Teil der Verschwörung von Cellamare erhoben sich die Bretonen 1718 unter dem Marquis de Pontcallec. 1720 wurden er und drei Mitverschwörer hingerichtet

Innerhalb Frankreichs kam der Bretagne vor allem eine maritime Rolle zu. Ab 1631 wurde Brest zum am stärksten befestigten Kriegshafen Frankreichs ausgebaut. In bretonischen Hafenstädten und Küstenorten wurden viele herausragender Offiziere der französischen Marine geboren; allein aus Saint-Malo stammten zum Beispiel Jacques Cartier, René Duguay-Trouin, Robert Surcouf und Martin Fourichon. Aus Brest stammte zum Beispiel der Schiffsbauingenieur Jacques-Noël Sané, aus Fougères der Admiral Luc Urbain du Bouëxic de Guichen, aus Rennes Admiral Toussaint-Guillaume Picquet de la Motte. Als Heimathäfen und Werften der französischen Atlantikflotte waren Brest, Lorient und Saint-Malo seit dem 17. Jahrhundert von großer strategischer Bedeutung, seit dem 19. Jahrhundert befindet sich in Lanvéoc bei Brest die französische Marineschule (École navale).
Als Provinz Frankreichs bekam die Bretagne das Recht auf eine eigene Ständeversammlung (französisch États). Außerdem bestand das Parlement in Rennes, der oberste Gerichtshof der Bretagne, der die Rechte der Bretagne gegenüber der französischen Krone zu wahren hatte. Es wurde in der Französischen Revolution aufgelöst. Wirtschaftlich war die Periode nach der Angliederung an Frankreich von wachsendem Wohlstand namentlich der Küstenstädte geprägt, während das Hinterland arm und rückständig blieb. Die gärende Unzufriedenheit äußerte sich in der Stempelpapierrevolte von 1675, einem Aufstand gegen die königliche Besteuerung.
Ab etwa 1700 entwickelte sich das mittelalterliche Bretonisch zur neubretonischen Sprache, was im Wesentlichen der wissenschaftlichen Erforschung der Sprache zu verdanken war. War es schon zuvor unter der französischen Herrschaft schwierig gewesen, die bretonische Sprache und Kultur zu erhalten, spitzte sich dies ab der Französischen Revolution zu. Den Revolutionären galt das keltische Idiom ebenso wie die katholisch geprägte Kultur der bretonischen Bevölkerung als Ausdruck von Rückständigkeit und Aberglauben. So entwickelte sich eine konterrevolutionäre Guerilla, die Chouannerie. Ähnlich wie in der Vendée südlich der Loire kostete es die französische Republik viele Jahre und erhebliche Truppenkontingente, bis sie niedergeworfen wurde. Bretonische Sprache und Kultur blieben jedoch zunächst erhalten, wenn auch das Französische als Verwaltungs-, später auch Schulsprache der Französischen Republik kontinuierlich an Boden gewann.
Aus Furcht, das Französische könne das Bretonische verwässern, wurde 1898 die Union Régionaliste Bretonne gegründet, die das Ziel hatte, den Gedanken einer unabhängigen Bretagne populär zu machen. Dazu kam die 1911 gegründete Fédération Régionaliste de Bretagne, die sich für die Autonomie der Bretagne einsetzte und die Zeitung Breiz Dishual („Freie Bretagne“) herausgab. Beide Gesellschaften mussten ihre Tätigkeit im Ersten Weltkrieg einstellen.
Stattdessen gründeten rechte Intellektuelle die Zeitung Breiz Atao (Bretagne für immer), die für eine freie Bretagne in einem Europa ohne Grenzen eintrat, während extremere nationalistische Kreise 1934 die Nationalistische Bretonische Partei (PNB) gründeten, die sich dem Faschismus annäherte und die Untergrundorganisation Gwen ha du („Weiß und Schwarz“), benannt nach den Farben der bretonischen Flagge, ins Leben rief. Letztere versuchten ihre Bestrebungen mit Waffengewalt durchzusetzen.

### Zweiter Weltkrieg

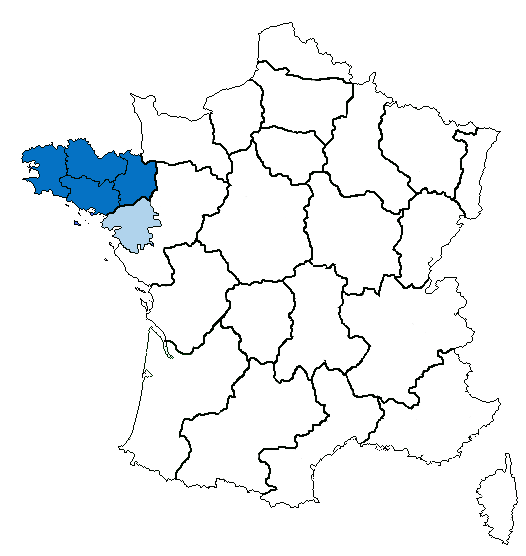
1941 wurde Loire-Atlantique (hellblau) von der Bretagne (dunkelblau) abgetrennt

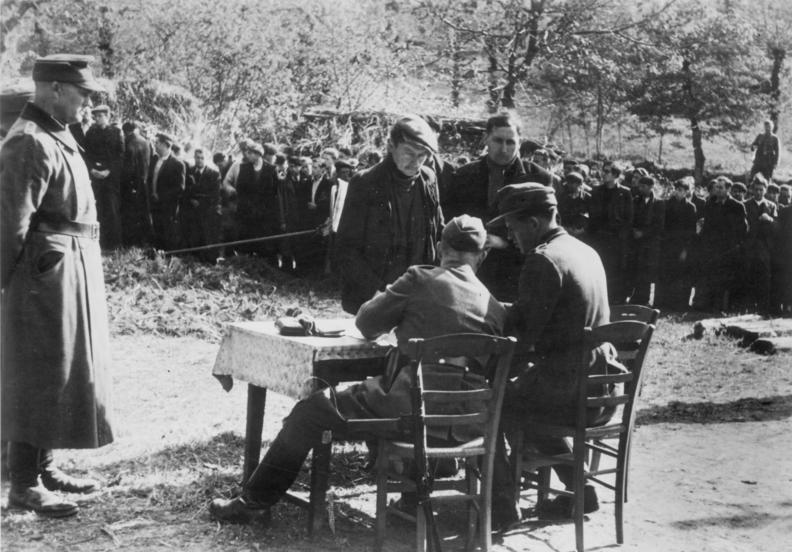
Der Unterstützung der Resistance verdächtigte Dorfbewohner werden von Besatzern verhört (Bretagne, Juli 1944)

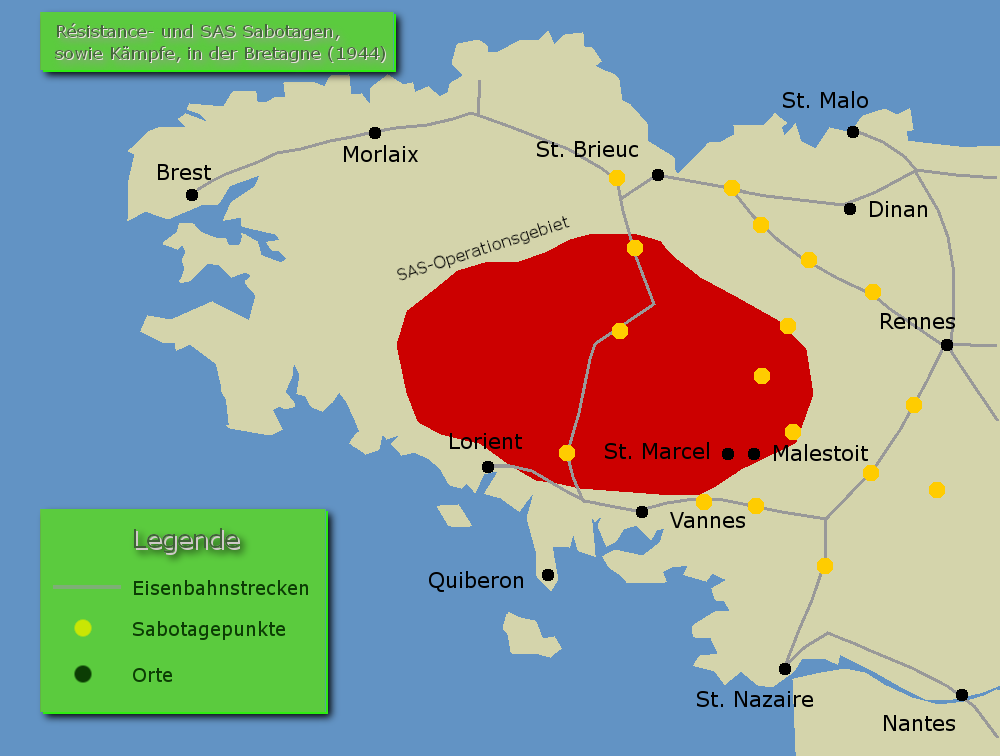
Operationsgebiet britisch-französischer Fallschirmjäger und der Resistance in der Bretagne im Juni und Juli 1944

Nach dem wirtschaftlichen Aufschwung der 1930er Jahre brach der Zweite Weltkrieg aus. In Brest lagen bei Kriegsbeginn die modernen und kampfstarken Schlachtschiffe Richelieu und Dunkerque sowie der Unterseekreuzer Surcouf vor Anker. In Lorient wurde 1940 gerade der leichte Kreuzer De Grasse gebaut. In Saint-Nazaire (Département Loire-Atlantique) lagen die Schwesterschiffe der Dunkerque und der Richelieu, die Strasbourg und die ebenfalls noch nicht fertiggestellte Jean Bart. Zwei Flugzeugträger, die Joffre und die Painlevé, sollten ebenfalls in Saint-Nazaire gebaut werden.
Zunächst hatte die französische Regierung 1940 erwogen, sich nach dem Fall von Paris in das bretonische Reduit zurückzuziehen und dort mit Hilfe der französischen und britischen Flotte zu verschanzen. Wegen fehlenden Schutzes gegen deutsche Bomber wurde der Plan verworfen und die Regierung floh nach Bordeaux bzw. Vichy. Der Befehlshaber des Marinebezirks Brest, Admiral Jean de Laborde, ließ am 16. Juni die in Brest lagernden Goldreserven Belgiens und Polens nach Dakar verschiffen. Die Richelieu, die Dunkerque und die Surcouf liefen zusammen mit 80 weiteren Kriegsschiffen und 76 Zivilschiffen von Brest nach Französisch-Westafrika bzw. Französisch-Algerien aus, von Lorient aus entkamen am 18. Juni 15 Kriegsschiffe und 35 Minensuchboote. Aus Brest wurden 32.000 alliierte Soldaten evakuiert, aus Lorient 57.000. Auch die Strasbourg und die Jean Bart entkamen von Saint-Nazaire nach Französisch-Nordafrika. Die unfertige De Grasse in Lorient fiel am 19. Juni in die Hände der deutschen Eroberer, ebenso die unfertige Joffre in Saint-Nazaire.
Nachdem die Bretagne fast kampflos an die deutschen Truppen gefallen war, bauten diese die Küsten zur Festungslinie aus (siehe auch Atlantikwall). Den Hafen und das Arsenal von Brest, das die Franzosen beim Abzug zerstört hatten, bauten die Deutschen ebenso wie Lorient als U-Boot-Hafen wieder auf. In Brest wurden die 1. und die 9. U-Flottille stationiert, in Lorient die 2. U-Flottille sowie in Saint-Nazaire die 6. und 7. U-Flottille. Von seinem Hauptquartier in Lorient aus führte Admiral Karl Dönitz die U-Boote in die Atlantikschlacht. U-Boot-Häfen und Küstenbefestigungen waren Ziel westalliierter Bombardierungen; dabei wurden die meisten Küstenstädte weitgehend zerstört.
Die deutsche Besatzungsmacht förderte den gegen Paris gerichteten Autonomiegedanken. Trotz vieler Kriegsopfer sahen einige Bretonen (zum Beispiel Célestin Lainé) in der Kollaboration mit Deutschland einen Weg in die gewünschte staatliche Unabhängigkeit der Bretagne. Mitglieder der Nationalistischen Bretonischen Partei (PNB) wirkten daran mit und circa 40 Bretonen trugen die Uniform der Waffen-SS (Bezen Perrot). Im Juli 1940 wurde ein bretonischer „Nationalrat“ in Pontivy eingesetzt, 1941 musste die französische Vichy-Regierung unter deutschem Druck Unterricht in bretonischer Sprache und Geschichte zulassen.
Ebenfalls 1941 wurde das Département Loire-Inférieure (heute: Loire-Atlantique) mit seiner Hauptstadt Nantes und dem Hafen von Saint-Nazaire durch die Kollaborations-Regierung unter Philippe Pétain vom Rest der Bretagne abgetrennt und der Präfektur Angers zugeteilt, wobei wohl auch die Interessen der deutschen Besatzer eine Rolle spielten sowie die Rivalität zwischen Nantes und Rennes um die Hauptstadtrolle. Allerdings wurde das Dekret Pétains noch vor der Befreiung von der provisorischen Regierung der Französischen Republik mit Sitz in Alger durch die Ordonnanz vom 3. Juni 1944 wieder aufgehoben. Bei der Gründung der Régions des Programmes 1955 wurde allerdings die geografische Organisation Pétains wieder aus der Schublade gezogen.
Diese Trennung besteht bis heute, obwohl nach Angaben bretonischer Autonomisten Umfragen einen Wiedervereinigungswillen der Bevölkerung von Loire-Atlantique mit der Region Bretagne ergaben.
Es gab jedoch auch Widerstand gegen die Besatzer (Résistance). Nach der westalliierten Landung in der Normandie im Juni 1944 landeten britische und französische Fallschirmtruppen auch in der Bretagne und verstärkten die Résistance. Im August 1944 war der Großteil der Bretagne befreit; im September fiel nach der Schlacht um die Bretagne auch Brest. Nur in den Kriegshäfen Lorient und Saint-Nazaire hielten sich die deutschen Besatzungen noch bis zum Kriegsende im Mai 1945 – einerseits einem sinnlosen Führerbefehl folgend, die Marinebasen um jeden Preis und bis zum letzten Mann zu halten, andererseits weil den Westalliierten ein schneller Vorstoß nach Norden und Osten gegen Deutschland wichtiger war als die mühsame Bekämpfung der ohnehin blockierten letzten deutschen Garnisonen im äußersten Westen Frankreichs.

### Nach 1945
Nach dem Zweiten Weltkrieg tauchten die als Kollaborateure diskreditierten Regionalisten unter, und liberale Kräfte nahmen sich der Wiederbelebung der bretonischen Sprache und Kultur an. Mit Unterstützung der Regierung erlebte die Region einen wirtschaftlichen Aufschwung, der die weitere Abwanderung von Bretonen in andere Regionen Frankreichs verringerte. Die Bretagne wurde zur bedeutendsten Agrarregion und zur zweitwichtigsten Fremdenverkehrsregion nach der Côte d’Azur.
Mit Beginn des Abbaus des Zentralismus im französischen Staatsaufbau und der Einrichtung der Regionen im Jahr 1960 entstand die Region Bretagne in den derzeitigen Grenzen. 1972 erhielt die Region den Status eines Établissements public unter Leitung eines Regionalpräfekten. Durch die Dezentralisierungsgesetze von 1982 erhielten die Regionen den Status von Collectivités territoriales (Gebietskörperschaften), wie ihn bis dahin nur die Gemeinden und die Départements besessen hatten. Im Jahr 1986 wurden die Regionalräte erstmals direkt von der Bevölkerung gewählt. Seitdem wurden die Befugnisse der Regionen gegenüber der Zentralregierung in Paris schrittweise erweitert.
Das Arsenal von Brest war 1957 Herstellungsort und 1961–1997 Heimathafen des französischen Flugzeugträgers Clemenceau, seit 2001 ist der Hafen von Brest der Heimathafen des 1994 ebenfalls dort gebauten Flugzeugträgers Charles de Gaulle.
1978 ereignete sich ein Tankerunglück (Amoco Cadiz) an der Küste der Bretagne, das die Küsten verschmutzte. 1999 sank der Tanker Erika südlich der Bretagne.
Im Herbst 2013 kam es in der Bretagne zu Protesten gegen die französische und europäische Wirtschaftspolitik.

## Bevölkerung

Traditionelle Tracht

### Ethnien
In der Bevölkerung der Bretagne mischen sich keltische Einwanderer aus Südwestengland mit von Norden und Osten vorgedrungenen Normannen und Franzosen.

### Sprache

Verbreitung von Sprachen in der Bretagne

Neben dem Französischen gibt es in der Bretagne zwei Regionalsprachen, in den westlichen Teilen wird noch von Teilen der Bevölkerung Bretonisch gesprochen, in den östlichen das Gallo, eine romanische Sprache, die sich aus dem Spät- und Vulgärlatein parallel zu den anderen französischen Dialekten und der späteren Hochsprache entwickelt hat. Beide Sprachen haben sich gegenseitig beeinflusst und standen auch unter dem Einfluss des sich allmählich ausbildenden Hochfranzösisch.

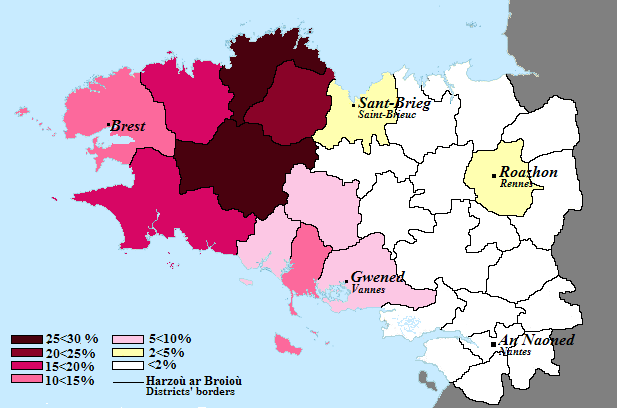
Anteil der Bretonisch-Sprecher 2004, die Ostbretagne ist weitgehend frankophon

#### Bretonisch im Schulunterricht
Mit der Einführung der allgemeinen Schulpflicht im Frankreich des späten 19. Jahrhunderts wurden alle „Minderheitensprachen“ unterdrückt. Nach einer kurzen Phase der (unter dem Eindruck der Schwäche des besetzten Frankreich erzwungenen) Duldung in den 1940er-Jahren und einer darauf folgenden Zeit erneuter Repression (unter Kollaborationsvorwurf) wird die bretonische Sprache mittlerweile vom französischen Staat geduldet, wenn auch nicht gefördert. Erst 1951 hob der Staat das Verbot der regionalen Sprachen auf, das Bretonische bleibt aber immer noch offiziell nicht anerkannt. Bis zur Einführung allgemeinen Unterrichts sollten noch Jahre vergehen. So wurden 1967 150.000 Unterschriften gesammelt, um für den Unterricht der bretonischen Sprache an Schulen zu demonstrieren. Seit den 1970er-Jahren wird in den von einem Verein getragenen Diwan-Schulen Unterricht auf Bretonisch erteilt – mit Französisch als zweiter Schriftsprache ab dem zweiten Schuljahr. Nun besteht die Möglichkeit, Bretonisch im Abitur zu wählen, später auch in den unteren Klassen. Waren es am Anfang nur wenige Schüler, so lernen heute bereits zirka 3000 Schüler Bretonisch durch Immersionsunterricht. In staatlichen Schulen (Elternverband Div Yezh) können einige tausend Schüler einem Teil ihres Unterrichts auf Bretonisch folgen. Kulturelle Gruppen, private Einrichtungen (Vereine Dihun und Diwan) oder Organisationen (Ofis publik ar Brezhoneg) fördern die Sprache. Daneben existiert noch an einzelnen Schulen die Möglichkeit, die Sprache als Freifach zu erlernen, was aufgrund von Einsparungen im Bildungssektor und vom schlechten Willen der französischen Regierung erschwert wird, da viele Posten nicht nachbesetzt werden.

#### Bretonisch in Kultur und Alltag
Unter dem Eindruck des drohenden Aussterbens der Sprache hat der bretonische Regionalrat Ende 2004 beschlossen, das Bretonische zu fördern, soweit es mit seinen sehr begrenzten finanziellen und politischen Möglichkeiten machbar ist. An den Universitäten von Brest und Rennes wurden Lehrstühle für die bretonische und die keltischen Sprachen eingerichtet. Die Universitäten geben zudem noch vier Zeitschriften heraus: „Ar Vro“ (Das Land), „Hor Yezh“ (unsere Sprache), „Skol“ (Schule) und „Skrid“ (Essays).
Auch Bücher werden veröffentlicht, meistens in Auflagen von 1500 bis 2000 Stück. Bestseller sind hingegen das „Kan an Douar“ (Lieder der Erde) und das Bretonisch-Französische Wörterbuch, welche innerhalb von zehn Jahren 20.000-mal verkauft worden sind. Mittlerweile gibt es bretonische Zeitungen, Radiostationen und Fernsehsendungen (aber in sehr geringer Zahl im Vergleich mit Ländern wie Wales).
Gesprochen wird Bretonisch nur noch von schätzungsweise 250.000 Personen, und noch einmal so viele verstehen es. Im täglichen Gebrauch wird die Sprache jedoch von weitaus weniger Personen regelmäßig verwendet. Über zwei Drittel der Sprecher sind über 60 Jahre alt, der Anteil der unter 15-Jährigen lag zum Zeitpunkt von F. Broudics Untersuchung 1992 deutlich unter 5 % der Bretonischsprachigen. Die Mehrzahl der Sprecher sind Muttersprachler, allerdings verschiebt sich das Gewicht in Richtung der rund 30.000 Sprachaktivisten, die das Bretonische erst in der Schule oder später und nicht als Muttersprache erlernt haben.

### Religion

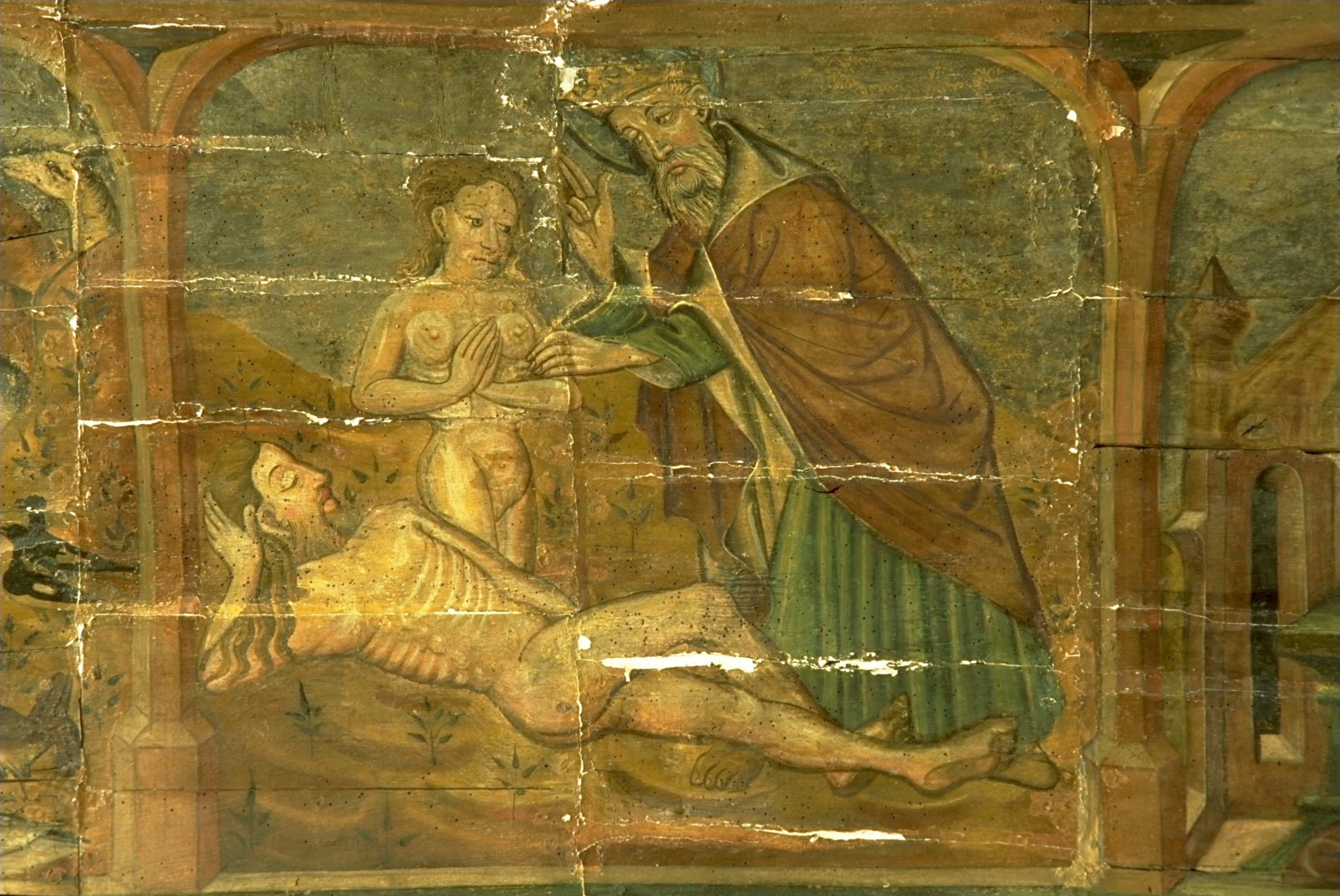
Deckenmalerei in der Kapelle Notre-Dame-du-Tertre in Chatelaudren

In der Bretagne sind die Menschen mehrheitlich katholisch.
Der Einfluss der Kirche auf die Gesellschaft war bis zur Mitte der 1950er-Jahre enorm, besonders im bretonischsprachigen Westteil des Landes (Breiz-izel). Ein berühmter Spruch ist dafür der Beweis: „Ar brezoneg hag ar feiz zo breur ha c’hoar e Breiz“ („Bretonisch und der Glauben sind in der Bretagne Geschwister“). Jedoch wird heute dieser Einfluss immer kleiner und immer weniger Leute gehen sonntags zum Gottesdienst.
In Hugenottenkriegen versuchten einige reformierte Adlige erfolglos, das bretonische Côtes-d’Armor für sich zu gewinnen.

## Politik

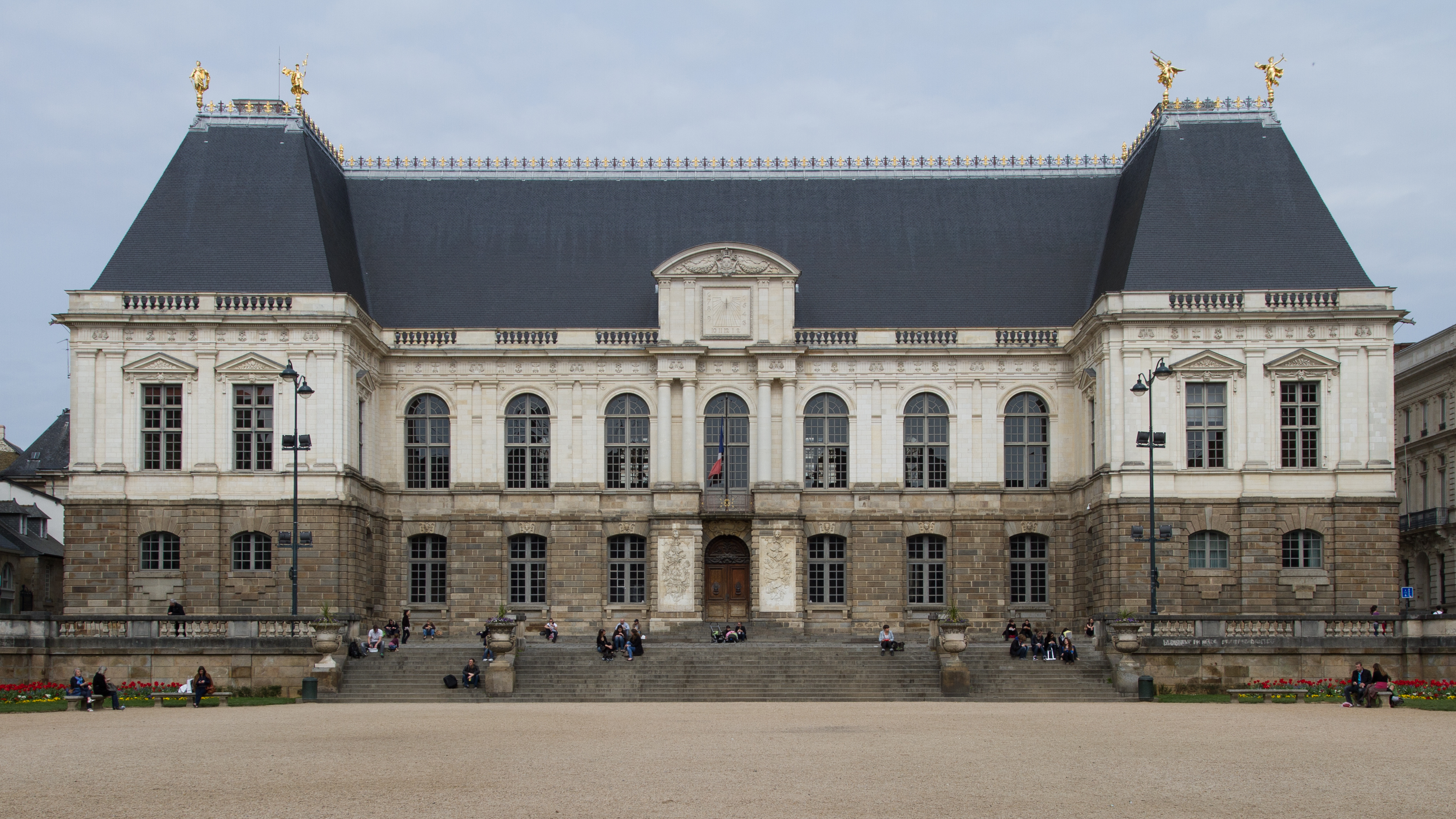
Das bretonische Parlament in Rennes, 2011

Unter den Bretonen gibt es nicht erst seit dem Anfang des 20. Jahrhunderts wieder bedeutsame Autonomiebestrebungen, die sich vor allem in den 1970er-Jahren mitunter in Attentaten auf staatliche Einrichtungen manifestierten, die von der ARB (bretonisch ADB, Arme Dispac’hel Breizh – Bretonische revolutionäre Armee) begangen wurden, unter anderem ein Terroranschlag auf das Schloss Versailles. Die immer mehr in Terrorismus abgleitende „Bretonische Befreiungsfront“ wurde 1974 verboten und zerschlagen. Auch in den 1990er-Jahren wurden eine Reihe von Attentaten (in Cintegabelles, Stammsitz des damaligen Premiers Lionel Jospin, sowie in Belfort, Stammsitz des damaligen Innenministers Jean-Pierre Chevenement) verübt.
Als Zeichen ihres Wunsches nach Eigenständigkeit hat die Bretagne unter anderem eine Regionalhymne („Bro gozh ma zadoù“) und eine Fußballauswahlmannschaft.

### Politische Gliederung

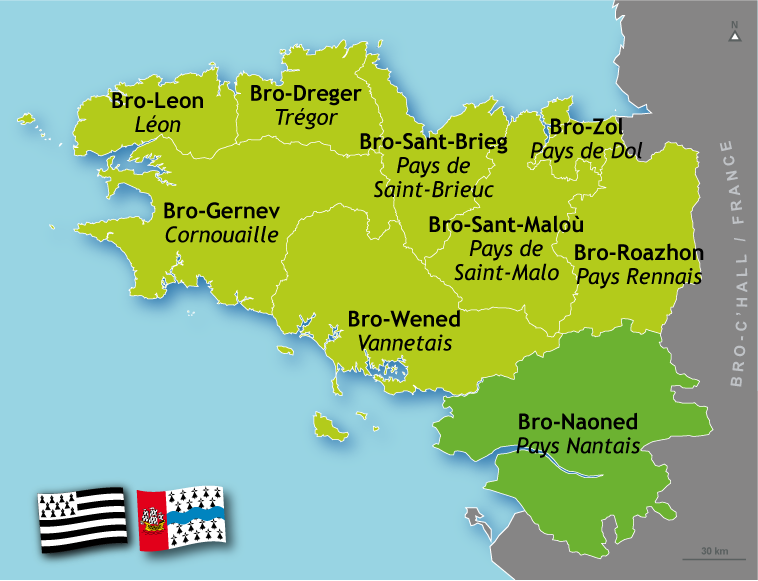
Historische Gliederung der Bretagne mit Nantes (dunkelgrün)

Die Region Bretagne untergliedert sich in vier Départements:
| OZ  | = Ordnungszahl des Départements | Arr.  | = Anzahl der Arrondissements  | Gem. | = Anzahl der Gemeinden |
| W   | = Wappen des Départements       | Kant. | = Anzahl der Kantone          |      |                        |
| ISO | = ISO-3166-2-Code               | G.V.  | = Anzahl der Gemeindeverbände |      |                        |

| OZ     | W                                       | Département     | Präfektur    | ISO    | Arr. | G.V. | Kant. | Gem.  | Einwohner 1. Januar 2022 | Fläche (km²) | Dichte (Einw./km²) |
| ------ | --------------------------------------- | --------------- | ------------ | ------ | ---- | ---- | ----- | ----- | ------------------------ | ------------ | ------------------ |
| 22     | Wappen des Départements Côtes-d’Armor   | Côtes-d’Armor   | Saint-Brieuc | FR-22  | 4    | 11   | 27    | 344   | 609.598                  | 6.877,55     | 89                 |
| 29     | Wappen des Départements Finistère       | Finistère       | Quimper      | FR-29  | 4    | 21   | 27    | 277   | 927.912                  | 6.733,00     | 138                |
| 35     | Wappen des Départements Ille-et-Vilaine | Ille-et-Vilaine | Rennes       | FR-35  | 4    | 18   | 27    | 332   | 1.109.232                | 6.774,72     | 164                |
| 56     | Wappen des Départements Morbihan        | Morbihan        | Vannes       | FR-56  | 3    | 15   | 21    | 249   | 776.103                  | 6.822,64     | 114                |
| Gesamt | Gesamt                                  | Gesamt          | Gesamt       | Gesamt | 15   | 61   | 102   | 1.202 | 3.422.845                | 27.407,75    | 125                |

|  |  |  |

Bei der historischen und kulturellen Region unterscheidet man zwischen der Oberbretagne mit Rennes, Nantes (seit 1941 nicht mehr Teil der Bretagne), Saint-Malo, Dol-de-Bretagne und Saint-Brieuc sowie der Niederbretagne mit Vannes, Quimper, Saint-Pol-de-Léon und Tréguier. Der durch Rennes fließende Fluss Vilaine teilt wiederum die Oberbretagne in einen fast ausschließlich frankophonen Osten und einen früher überwiegend bretonischsprachigen Westen. Die sprachliche Grenze zwischen der Ober- und Niederbretagne hat sich im Laufe der Jahrhunderte nach Westen verschoben.

### Regionalrat
Ergebnis der Wahl des Regionalrates vom 13. Dezember 2015:
- Liste Jean-Yves Le Drian (Union de la Gauche aus PS und PRG): 51,41 % = 670.754 Stimmen, 53 Sitze
- Liste Marc Le Fur (Union de la Droite aus LR und UDI): 29,72 % = 387.836 Stimmen, 18 Sitze
- Liste Gilles Pennelle (FN): 18,87 % = 246 177 Stimmen, 12 Sitze

## Wirtschaft und Infrastruktur

### Wirtschaftsstruktur
Die Fischerei war ein wichtiger Wirtschaftsfaktor für die Bretagne.
Bis zur verstärkten Nutzung von Motorbooten nach dem Zweiten Weltkrieg wurden vorrangig Fischerboote mit Besegelung genutzt.
Nach Rückkehr von der Bootsfahrt gingen die meisten Fischer in eine Hafenkneipe. Alkoholismus unter den Fischern war weit verbreitet und ein ernsthaftes Problem für die soziale und wirtschaftliche Basis der Fischerfamilien.
Der Pariser Privatier Jacques de Thézac machte es sich Anfang des 20. Jahrhunderts zur Lebensaufgabe, den Alkoholismus der Fischer zu bekämpfen. Er gründete an der bretonischen Küste zwölf Seemannsheime, die „Abri du marin“ (Seemanns Zuflucht). Diese boten Unterhaltung, Unterstützung und Unterkünfte. Statt Alkohol wurde Eukalyptustee ausgeschenkt. Die letzten Seemannsheime wurden in den Achtzigerjahren des letzten Jahrhunderts geschlossen.
Lange Zeit galt die Bretagne als „Armenhaus“ Frankreichs. In den 1960er-Jahren veranlassten die Unabhängigkeitsbestrebungen die Zentralregierung in Paris, in die Industrialisierung der Bretagne zu investieren. Durch diese hohen Investitionen konnten Tourismus, Fischerei, Landwirtschaft und Industrie zu einträglichen Industriezweigen werden. Als Erschwernis erwies sich jedoch die ungünstige Lage zu den großen Absatzmärkten, die zusammen mit der niedrigen Kaufkraft der Region den Aufschwung behinderte. Erfolgreich entwickelten sich vor allem heimische Familienunternehmen.
Wirtschaftlich gehört die Bretagne zu den strukturell schwächeren Landesteilen Frankreichs. Vorwiegend im Sommer profitiert sie stark vom Tourismus, der sich überwiegend an den Küsten abspielt. Im Vergleich mit dem Bruttoinlandsprodukt der Europäischen Union, ausgedrückt in Kaufkraftstandards, erreichte die Region im Jahr 2003 einen Index von 96,7 (EU-25: 100). Im Jahr 2017 betrug die Arbeitslosenquote 7,3 Prozent.
In der Bretagne gibt es einige national und international erfolgreiche Familienunternehmen, vor allem in der Lebensmittelindustrie (Verarbeitung von Fisch und Meeresfrüchten, Fleisch- und Milchprodukten und Gemüse). Die Wurzeln der Einzelhandelsketten Leclerc und Yves Rocher liegen ebenfalls in der Bretagne. Außerdem spielen der Schiffbau und durch das Citroën-Werk in Rennes die Automobilindustrie eine gewisse Rolle. Dennoch ist die Landschaft – besonders im Binnenland – überwiegend agrarisch geprägt. Das Léon (bretonisch Bro Leon) im nördlichen Finistère ist bekannt für Gemüseanbau (Artischocken, Blumenkohl, Frühkartoffeln), in den Côtes-d’Armor überwiegen Schweinezucht, Putenmast und Milchviehhaltung.

### Austernzucht
Aufgrund der langen Küste spielen auch der Fischfang und die Austernzucht eine Rolle. In Cancale an der Nordküste werden auf 450 Hektar Austern gezüchtet, im Golf von Morbihan an der Südküste auf 1500 Hektar. Dabei gelten gemeinhin diejenigen aus Cancale seit Jahrhunderten als die qualitativ und geschmacklich hochwertigsten Austern Frankreichs (überlieferte Transporte der Cancale-Auster bis nach Rom; Lieferprivileg für den französischen Königshof).

### Tourismus

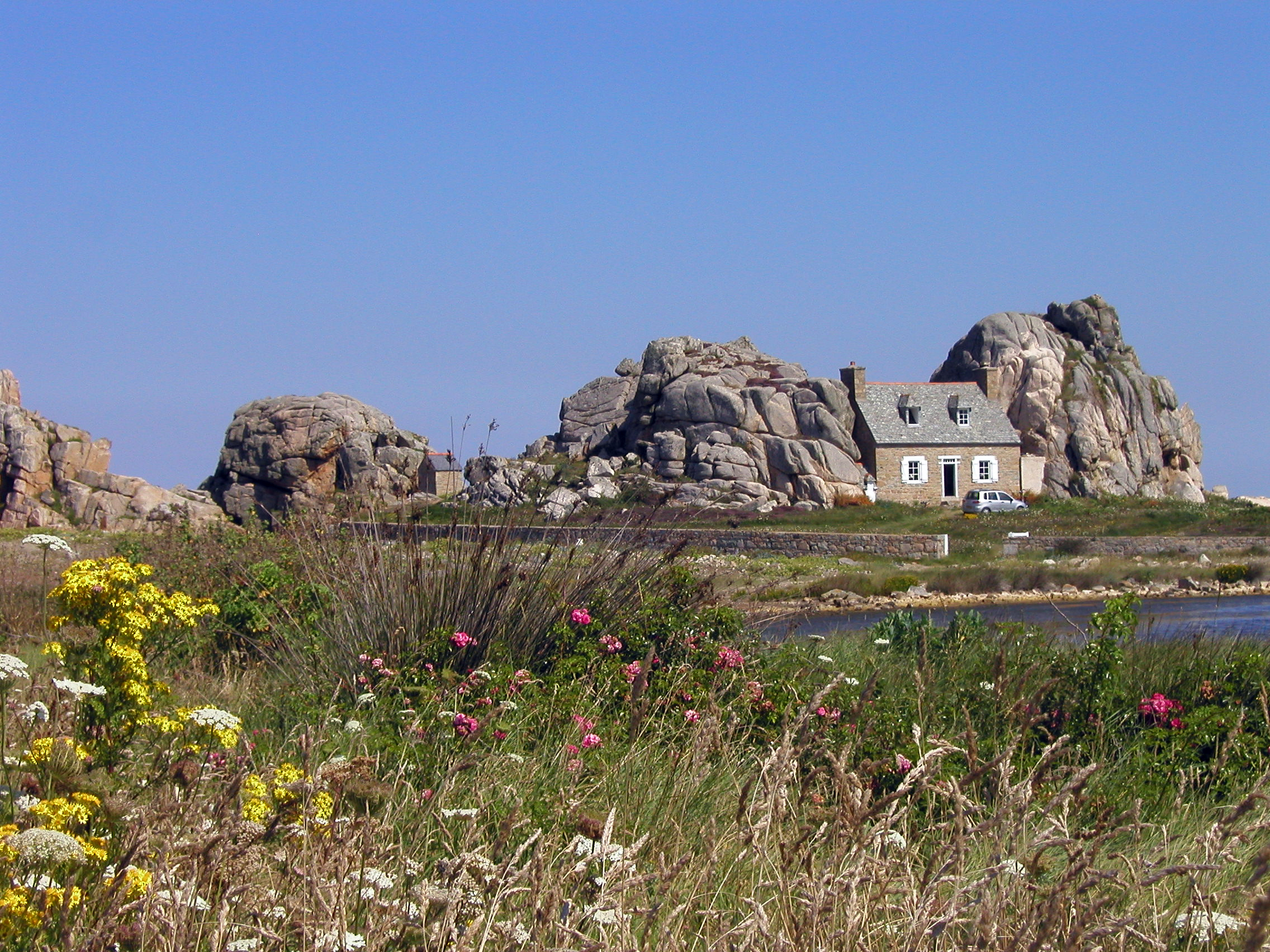
Eines der beliebtesten Fotomotive in der Bretagne ist das „Haus zwischen den Felsen“ an der Côte de Granit Rose

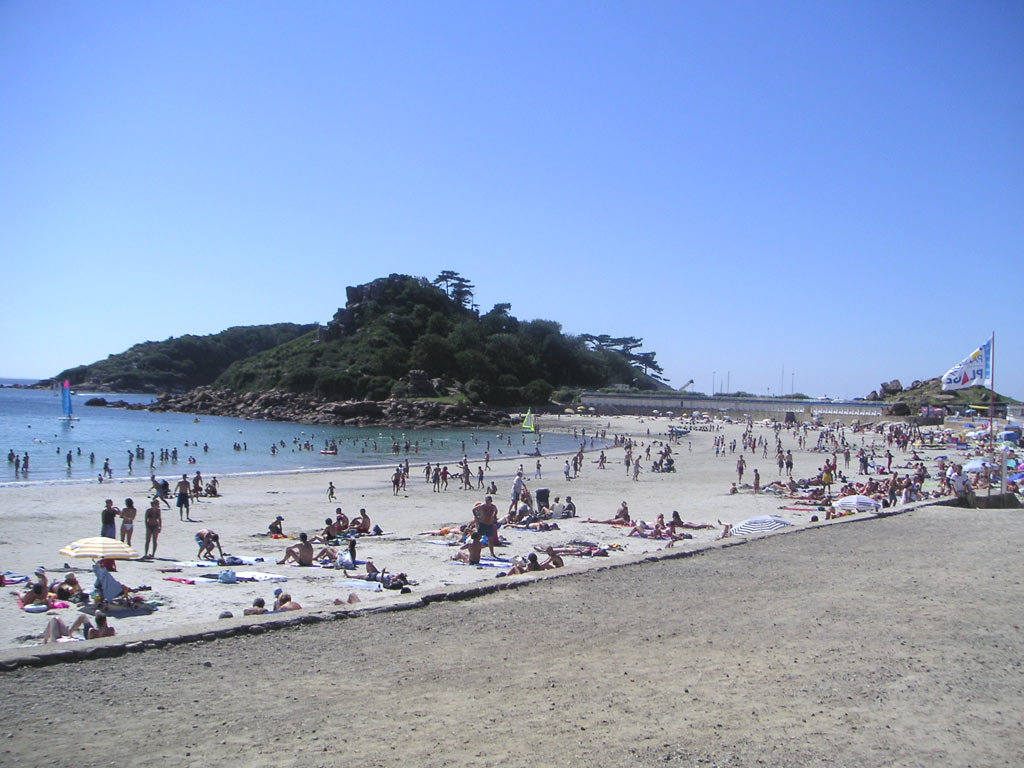
Der Strand von Trébeurden

### Energie

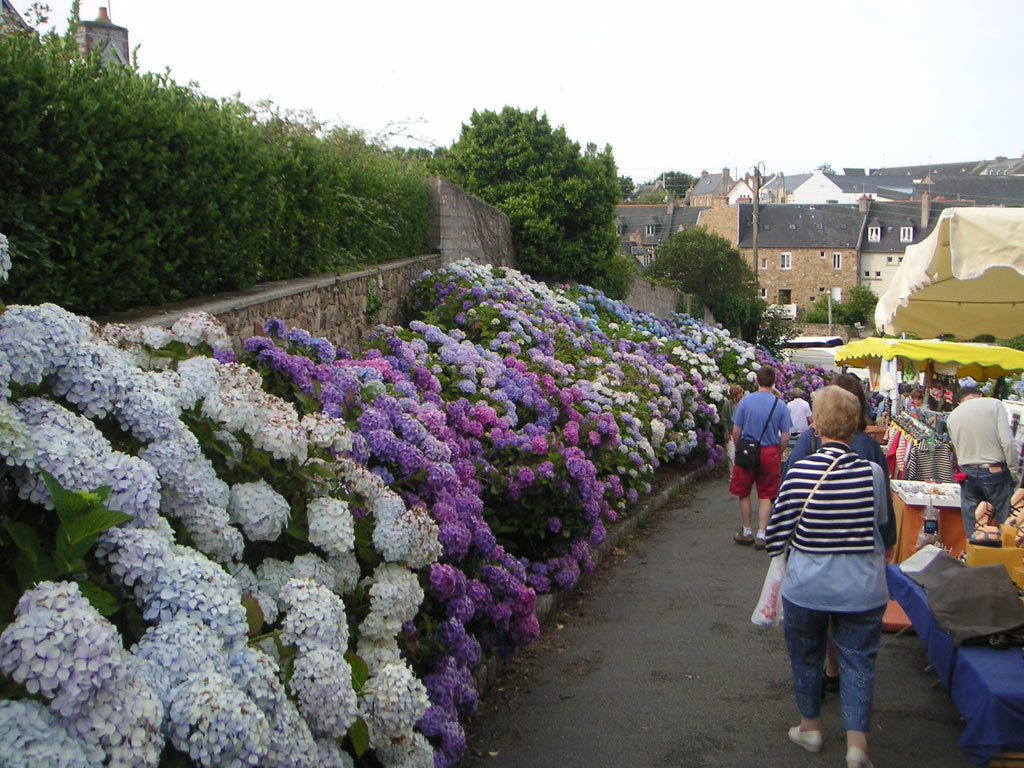
Typisch bretonisch: große Hortensienbüsche

An der Ärmelkanalküste zwischen Saint-Malo (bretonisch Sant Maloù) und dem Mont-Saint-Michel (bretonisch Menez Mikael) herrscht ein enormer Tidenhub von 9 bis 15 m (abhängig vom Gezeitenkoeffizienten). Dieser Gezeitenunterschied wird im 1967 fertiggestellten Gezeitenkraftwerk La Rance in der Mündung der Rance, zwischen Dinard (Dinarzh) und Saint-Malo, zur Gewinnung von Strom genutzt. Dieses Kraftwerk hat ein Besucherzentrum, das interessante Einblicke in die Technik zur Erzeugung von Strom durch Gezeitenkraft liefert.
Weiterhin bietet sich das küstennahe Land mit seinen fast ständig wehenden Winden aus nordwest- und westlichen Richtungen zur Stromgewinnung durch Windenergie an. Erste Windparks an den Steilküsten produzierten 2002 bereits Strom, ein schneller weiterer Ausbau ist in Planung. In den letzten Jahren wurden auch auf den Hügeln im Landesinneren zahlreiche Windkraftwerke errichtet.
Ein atomarer Versuchsreaktor, das Kernkraftwerk Brennilis, das schweres Wasser verwendete, war von 1967 bis 1985 in Brennilis in Betrieb. Trotz der guten geografischen Voraussetzungen konnten die Bretonen jedoch durch vehemente Proteste den Bau von weiteren Kernkraftwerken in ihrer Region verhindern. Der Reaktor von Brennilis, das älteste Kernkraftwerk Frankreichs, wird zurzeit demontiert.

### Verkehr
Die Verkehrswege folgen den Küstenlinien in Verbindung der Hafenstädte. Das schwach bevölkerte Zentrum der Bretagne (Kreiz-Breizh) ist, abgesehen von der Hauptstadt Rennes, nur durch Nationalstraßen erschlossen.
Es gibt keine Autobahnen (somit keine Autobahngebühren), stattdessen vierspurige Nationalstraßen, auf denen die Geschwindigkeit auf 110 km/h begrenzt ist.
Die Bretagne ist über die LGV Bretagne-Pays de la Loire an das französische TGV-Netz angeschlossen. An deren westlichem Endpunkt Rennes teilt sich der TGV-Verkehr in einen Nordast (Bahnstrecke Paris–Brest) über Saint-Brieuc nach Brest und einen Südast (Bahnstrecke Rennes–Redon und Bahnstrecke Savenay–Landerneau) über Vannes und Lorient nach Quimper. Die Südstrecke wird auch von intercités-Zügen bedient, die die Bretagne mit Nantes und Bordeaux verbinden. Die Fahrt mit dem TGV von Paris nach Rennes dauert 1h26, nach Quimper 3h50.
Der regionale Schienenpersonenverkehr erfolgt durch die TER Bretagne. Für den überörtlichen öffentlichen Personennahverkehr (ÖPNV) sind die Départements, für den innerörtlichen ÖPNV die Gemeinden zuständig. Rennes verfügt über eine vollautomatische U-Bahn, Brest über eine Straßenbahn.
Verkehrsflughäfen sind Brest, Rennes, Lorient, Dinard, Quimper und Lannion. Aufgrund seiner Größe hat auch der in der Region Pays de la Loire liegende Flughafen Nantes Bedeutung für die Bretagne.

### Bildung und Wissenschaft
Die Bretagne ist Heimstätte einer Reihe renommierter Hochschuleinrichtungen. Zu nennen sind hier neben der Universität Rennes 1, der Universität Rennes 2 und der Universität der Westbretagne vor allem die ESC Rennes School of Business, die weltweit zu den besten Handelshochschulen zählt.

## Kultur

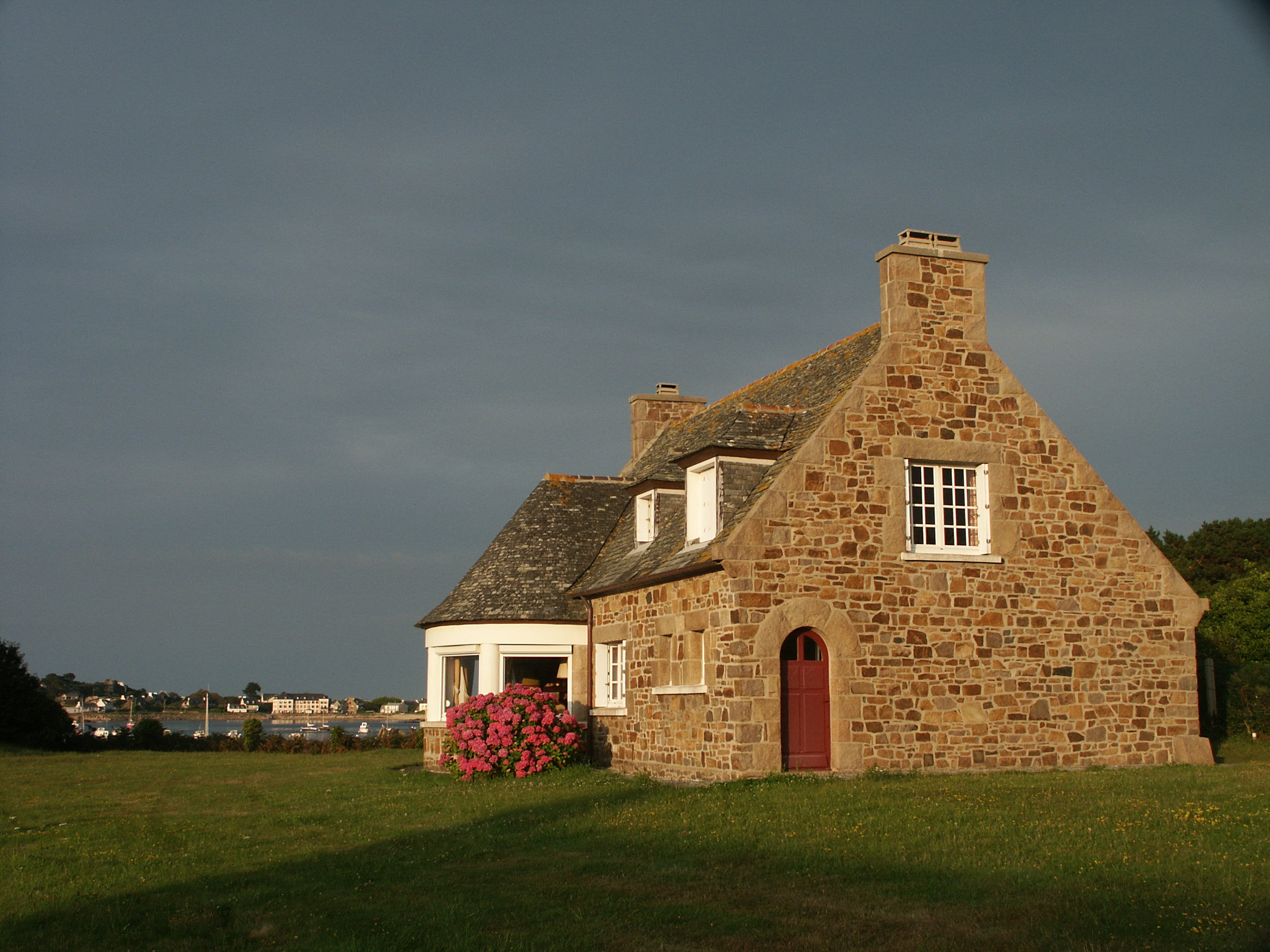
Bretonisches Haus an der Atlantik-Küste bei Le Diben, Morlaix

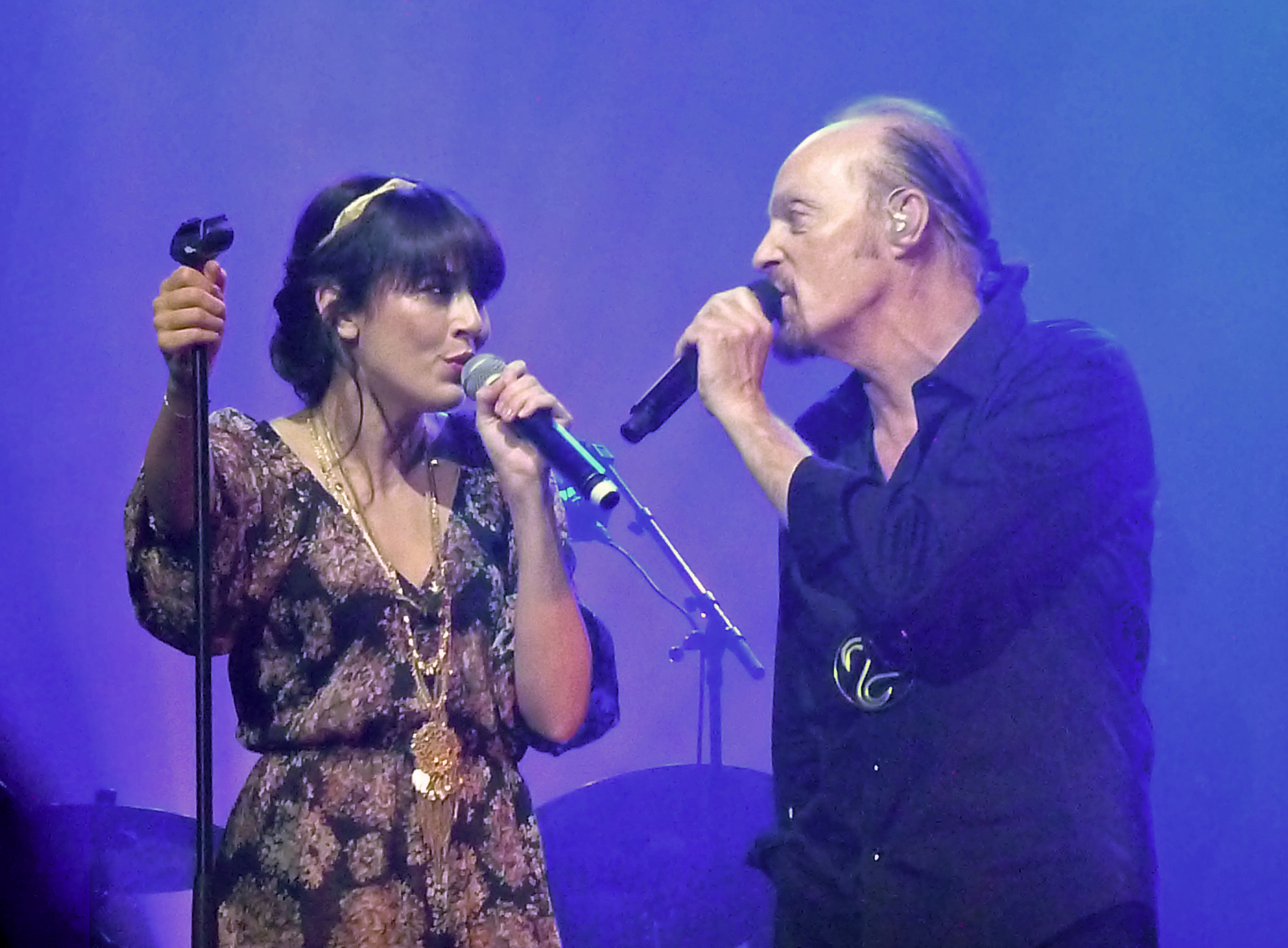
Nolwenn Leroy und Alan Stivell (2012)

### Jungsteinzeitliches und Keltisches Erbe
Kulturell haben die vielfältigen Megalithmonumente nichts „Keltisches“ an sich, sondern stammen aus der Jungsteinzeit. Die Bezeichnungen für die verschiedenen Typen megalithischer Bauwerke im Deutschen sind pseudobretonisch (das heißt aus bretonischen Wurzeln auf nicht der bretonischen Grammatik entsprechende Weise zusammengesetzt): Dolmen etwa (aus bretonisch taol – Tisch, Tafel und maen – Stein). Die korrekte bretonische Bezeichnung lautet taol-vaen. Gleiches gilt für den Begriff Menhir (aus bretonisch maen – Stein und hir – lang), der im Bretonischen nicht existiert, wo stattdessen das Wort peulven verwendet wird.
Kulturelle Gemeinsamkeiten mit den anderen keltischen Regionen zeigen sich außer in der Sprache auch auf anderen kulturellen Bereichen, etwa in der Literatur (worunter das große Feld der mündlichen Überlieferung fällt) und der Küche.
Archäologische Stätten
In der Bretagne gibt es zahlreiche prähistorische Fundstätten.
- Langgräber der Bretagne
- Megalithanlagen der Bretagne
- Menhire der Bretagne
- Souterrains in der Bretagne
- Steingehege der Bretagne
- Petroglyphen auf Megalithen der Bretagne

### Küche
Die traditionelle bretonische Küche ist, so wie die der anderen keltischen Länder, trotz ihrer Vielfalt an Fischen und Meeresfrüchten primär das Produkt einer alten Viehzüchter- und Bauernkultur. Neben Fleisch spielten vor allem Milchprodukte wie gesalzene Butter und Buttermilch (die Käseproduktion blieb lange deutlich unterentwickelt), Getreidebreie (bretonisch yod), in Säckchen gekochter Sterz (bretonisch farz) und Crêpes (bretonisch krampouezh) Hauptrollen in der traditionellen Ernährung der ländlichen Bevölkerung.

### Bretonische Festivals
Aufgrund ihrer langjährigen Musik- und Tanztradition, die sich bereits seit der Zeit der Kelten in der Bretagne entwickelt hat, finden auf der Halbinsel jährlich zahlreiche Festivals statt; einige sind auch international von Bedeutung:
Jakobsmuschelfest
Jährliches Festival im April, das abwechselnd in den nordbretonischen Küstenstädten Erquy, Saint-Quay-Portrieux und Loguivy-de-la-Mer im Département Côtes-d’Armor stattfindet. Der Monat April ist die Erntezeit der Jakobsmuschel, die häufig auch als Königin aller Muscheln bezeichnet wird. Auf dem Programm stehen Verkostungen und Verkauf, Bootsparaden und Ausflüge mit Fischerbooten.
Internationales Hafenfest Brest
Dieses Fest ist der maritimen Kultur gewidmet und findet alle vier Jahre im Hafen von Brest statt (Brest 2000, Brest 2004, Brest 2008, Brest 2012 usw.). Vom 13. bis 19. Juli 2012 jährt sich das Seemannsfest zum 20. Mal. Bis zu einer Million Besucher, 30 teilnehmende Länder, über 2500 verschiedene Boote (traditionelle Schiffe, historische Segelboote, klassische Jachten), Regatten, Hafenrundfahrten.
Festival de Cornouaille
Dieses bereits seit 1947 jährlich Ende Juli im Stadtzentrum von Quimper (wie Brest ebenfalls im Département Finistère gelegen) stattfindende, mehrtägige Musik- und Tanzfest ist eines der ältesten noch bestehenden bretonischen Festivals.
Festival Interceltique de Lorient
Jährlich im August stattfindendes, zehntägiges Kelten-Festival in Lorient im Département Morbihan, 1971 erstmals veranstaltet und zurzeit das weltweit größte Keltentreffen mit rund 800.000 Besuchern und mehreren Tausend Musikern und Tänzern aus Schottland, Irland, Galicien, Cornwall, Wales, Asturien und anderen, keltisch geprägten Regionen.
Festival des Vieilles Charrues
Dieses Musik-„Festival der alten Pflüge“ findet jährlich im Juli in der binnenländischen Kleinstadt Carhaix-Plouguer statt. Erstmals veranstaltet wurde es 1991 von einer Gruppe von Freunden; daraus ist eine Großveranstaltung geworden, die inzwischen jedes Jahr mehr als 230.000 Besucher zählt. Seitdem traten bereits die Scorpions, David Guetta, Snoop Dogg, Jack Johnson und andere internationale Künstler beim Vieilles Charrues auf.
Festival Yaouank
Das „Junge Festival“ findet seit 1999 jährlich in der Universitätsstadt Rennes (Département Ille-et-Vilaine) statt. Es hat seinen Schwerpunkt in der neueren bretonischen Unterhaltungsmusik; die Konzerte werden – über den Monat November verteilt – an verschiedenen Orten der Stadt aufgeführt.

### Musik und Tanz
Die bretonische Musikszene ist ausgesprochen lebendig. Wo in anderen Teilen der westlichen Welt Jugendliche in die Disco gehen, zieht es die jungen Bretonen noch heute zum Fest-noz („Nachtfest“), wo mit sowohl traditionellen – beispielsweise binioù kozh (Dudelsack), bombard (Bombarde) oder treujenn gaol (Klarinette) – als auch modernen Instrumenten zu überlieferten bretonischen Tänzen aufgespielt wird.
Auf Hochzeiten, Dorffesten und zu anderen freudigen Anlässen tanzen Jung und Alt. Trotz der musikalischen Verwandtschaft mit anderen keltischen Tänzen wie den Plinns, Jigs und Reels handelt es sich bei vielen bretonischen Varianten eher um Kettentänze, an denen alle Anwesenden teilnehmen können. Diese noch lebende Tradition wurde am 5. Dezember 2012 in die Liste des immateriellen Kulturerbes der UNESCO aufgenommen.
Daneben gibt es eine Tradition rein vokaler Tanzmusik, die im Stil des Kan ha Diskan („Gesang und Gegengesang“) vorgetragen wird. In der bretonischen Vokalmusik ist außerdem das Genre der Gwerzioù (Klagelieder/Balladen/Moritaten) von großer Bedeutung. Bedeutende Interpreten sind Yann-Fañch Kemener, Denez Prigent, Alan Stivell, Nolwenn Leroy, Annie Ebrel und Erik Marchand.

### Sehenswürdigkeiten
Als Halbinsel im Nordwesten Frankreichs wird die Bretagne von 2.700 km Küste umgeben. Diese Küste zeichnet sich aufgrund ihrer Vielfältigkeit aus: Die Côte de Granit Rose (Rosa Granitküste) befindet sich im Norden der Bretagne im Département Côtes-d’Armor. Sie erstreckt sich über 30 km von Plestin-les-Grèves bis Louannec. Der rosafarbene Granit ist sehr selten und nur an drei weiteren Orten der Erde zu finden: Ontario in Kanada, Korsika und China.
Eine der charakteristischsten und bekanntesten Landspitzen der Bretagne ist die wilde Pointe du Raz im Südwesten, die sich 70 Meter über dem Meer erhebt. Das Panorama über den wilden Atlantik inspirierte schon einst die französischen Autoren Victor Hugo und Gustave Flaubert. In der Ferne ist die kleine Insel Sein inmitten zahlreicher Leuchttürme, darunter der berühmte Ar Men, zu erkennen.
Zu der rauen Landschaft der Pointe du Raz bilden die weißen Sandstrände und grünen Inseln des Golfs von Morbihan, dessen Name auf bretonisch „Kleines Meer“ bedeutet, einen Kontrast. Der Golf von Morbihan ist ein mit dem Atlantik verbundenes Binnenmeer mit 42 grünen Inseln im Süden der Bretagne im Département Morbihan.
So vielfältig wie die Küste sind auch die mehr als 800 kleinen und großen Inseln, die die Bretagne umgeben. Einige von ihnen sind:

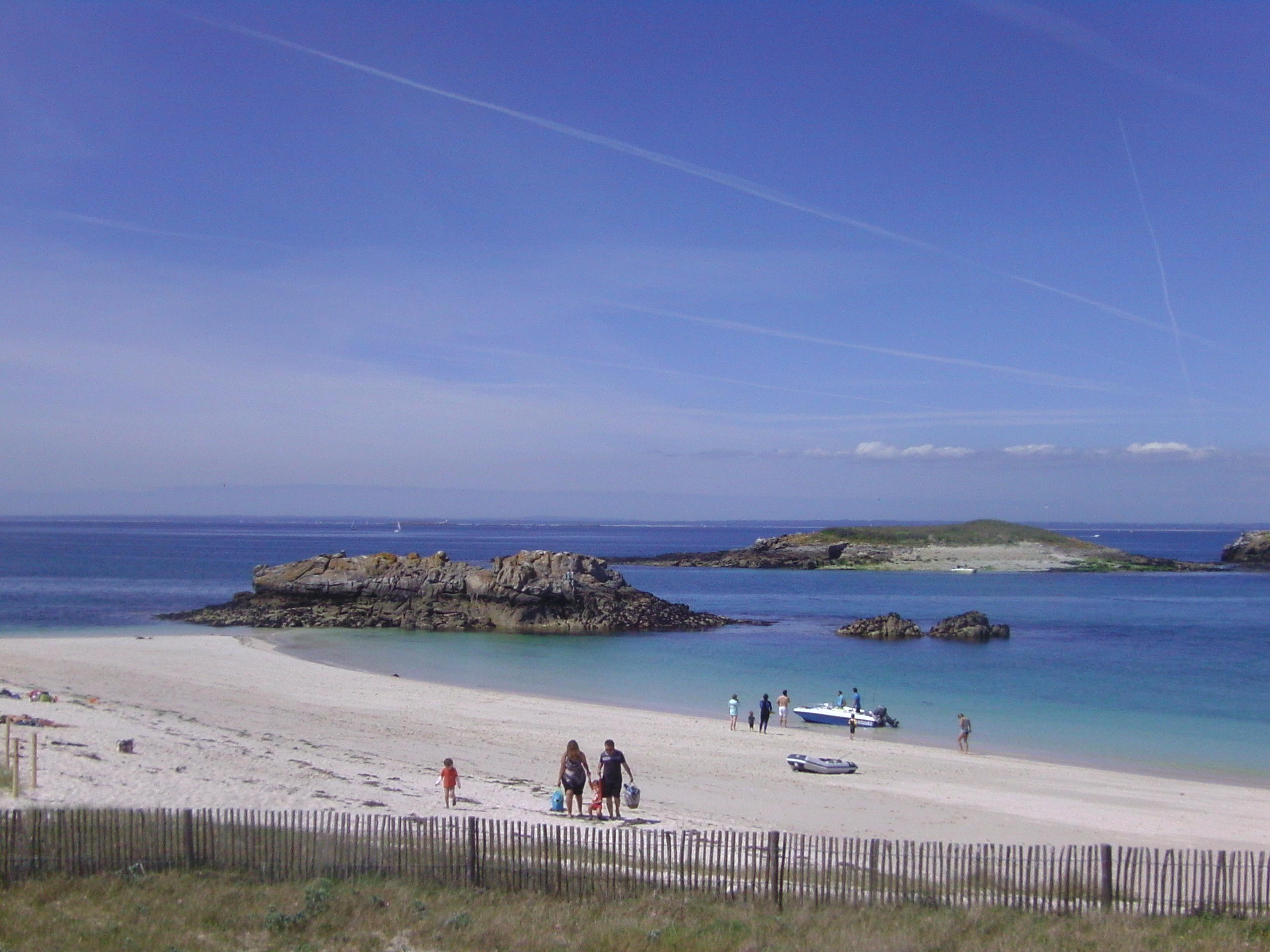
Glénan-Inseln

- Île de Bréhat: wegen ihrer Flora auch „Blumeninsel“ genannt
- Île de Batz: Die von Fischfang, Gemüseanbau und Tourismus lebende Insel zieht mit ihrem Tropengarten jährlich zahlreiche Besucher an.
- Ouessant: westlichste Insel des französischen Festlandes
- Île-Molène: Der Archipel von Molène ist nicht auf jeder Karte zu finden. Dieser grüne Inselkranz ist mit seinen Stränden aus weißem Sand und seinen Riffen ein wildes Paradies.
- Île-de-Sein: Die Insel ist so flach, dass sie in ihrer Geschichte mehrmals vollständig von Wasser überspült wurde. Im einzigen Dorf der Insel liegen die Häuser dicht beieinander, um sich vor den Windstößen zu schützen.
- Glénan-Inseln: Der vor der Küste von Concarneau liegende Archipel ähnelt mit seinen paradiesischen Landschaften tropischen Ländern.
- Belle-Île: natürliche Häfen, kleine schöne Buchten, großflächige Strände mit feinem Sand, Dünen und Kliffs mit zahlreichen Küstengrotten
- Île-aux-Moines
- Sept Îles: Die „Sieben Inseln“ sind seit 1912 ein Naturschutzgebiet und ein Paradies für seltene Vogelarten.

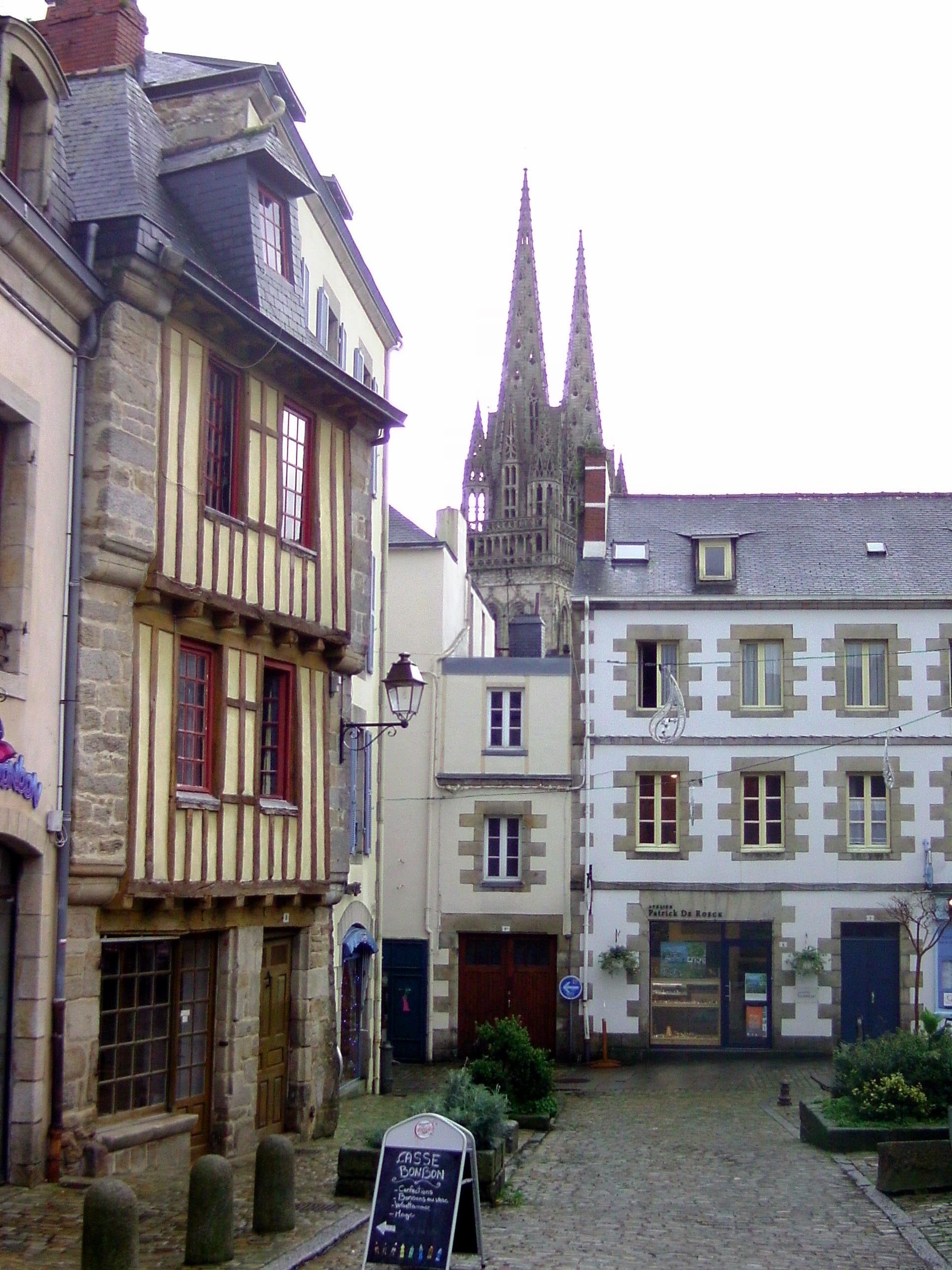
Quimper

Die sogenannten „villes et pays d’Art et d’Histoire“ (Französische Städte und Regionen der Kunst und der Geschichte) sind Städte, die vom französischen Kultusministerium für ihr reiches kulturelles und historisches Erbe ausgezeichnet worden sind und sich in einer gemeinsamen Charta für den Erhalt und die Förderung dieses Erbes einsetzen. Zu diesen Städten zählen in der Bretagne
- Concarneau
- Dinan
- Fougères
- Nantes
- Quimper
- Rennes
- Vannes
- Vitré (Ille-et-Vilaine)
- Saint-Malo

In der Bretagne sind über 6000 Megalithen und 1000 Dolmen zu finden. Die größte Ansammlung mit mehr als 3000 Steinen befindet sich in Carnac.
Sehenswert ist auch das Schloss Josselin, Wohnsitz des Herzogs von Rohan.

### Sport
Die Bretagne ist eine der vier französischen Regionen mit den meisten Fußballspielern; 2007 waren 167.000 Bewohner in einem Fußballverein organisiert. 2014/15 spielten sechs Männermannschaften in den zwei französischen Profiligen (Stade Rennes, FC Lorient, EA Guingamp, FC Nantes, die historische Hauptstadt der Bretonen gehört allerdings verwaltungsmäßig zur Region Pays de la Loire, in der Ligue 1, während Stade Brest in der Ligue 2 und OC Vannes in der semiprofessionellen dritten Liga aktiv ist); Guingamp/Saint-Brieuc ist in der höchsten Frauenspielklasse vertreten. Außerdem verfügt die Bretagne über eine eigene Fußball-„Nationalauswahl“.
Mit dem RC Vannes ist die Bretagne in der Saison 2024/25 erstmals ist der höchsten französischen Spielklasse im 15er-Rugby (TOP 14) vertreten.

## Dokumentation
- Bretagne: Ökosystem von Zerstörung bedroht. Reportage von France 2 über die Bucht von Lannion